# Holmens Kirke

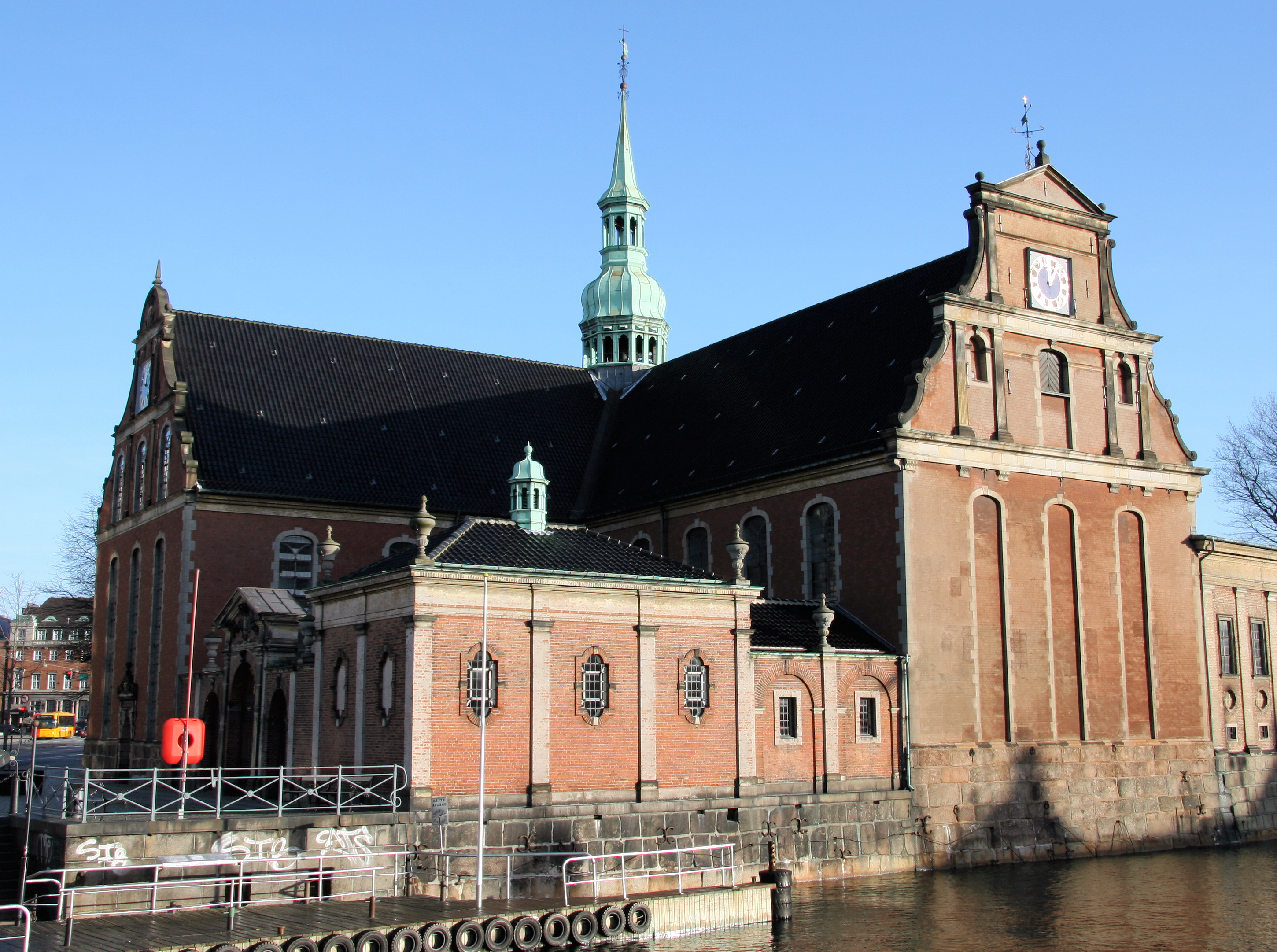
Holmens Kirke, im Vordergrund die Sakristei

Die Holmens Kirke ist eine evangelisch-lutherische Kirche in Kopenhagen in der Nähe des Parlaments direkt am Holmens Kanal.

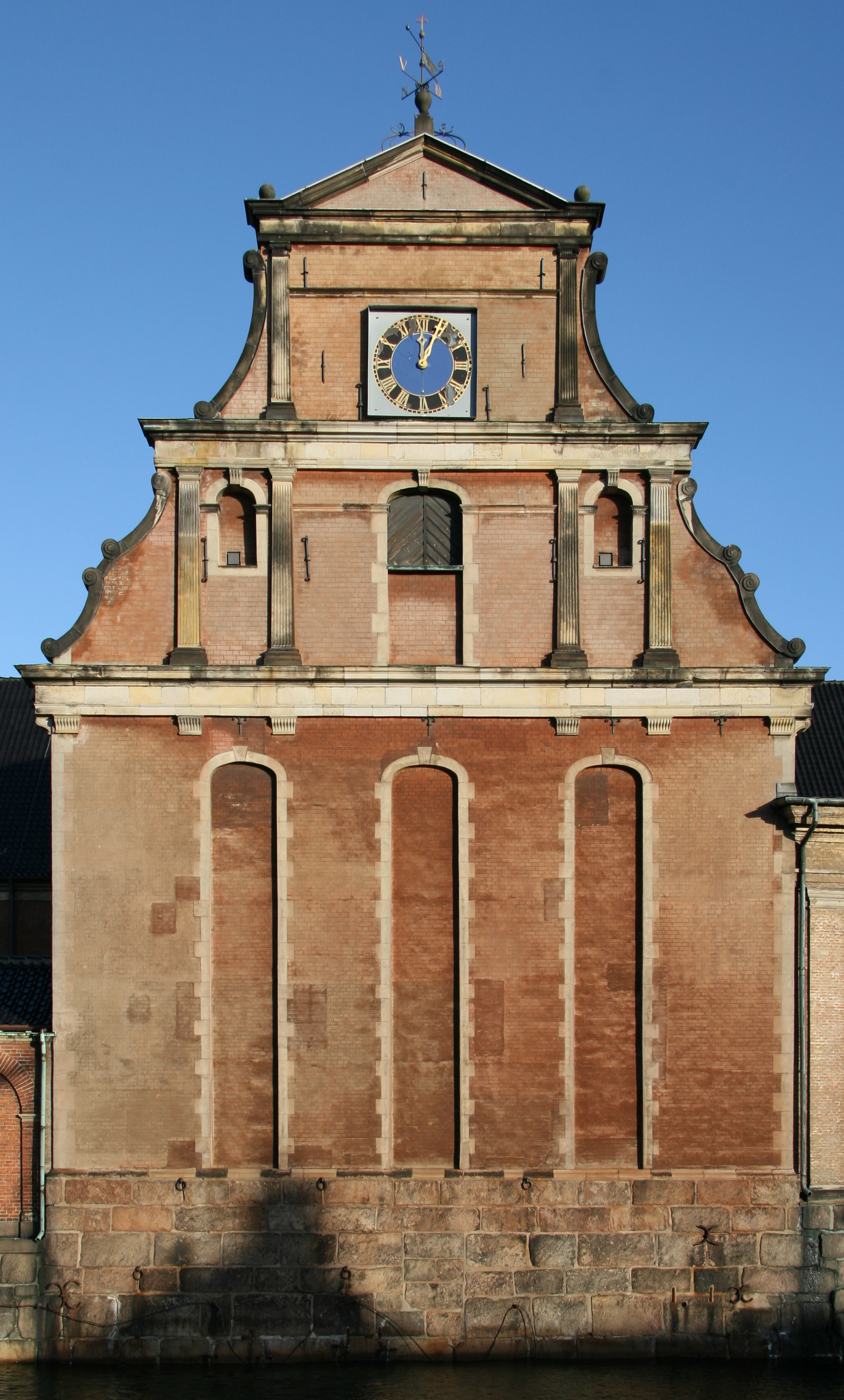
Der Westgiebel der Holmens Kirke direkt am Holmens Kanal wurde 1641 aus dem 1562 errichteten Turm gebildet.

## Geschichte

### Einführung
1641 wurde die Kirche zu ihrem heutigen kreuzförmigen Grundriss erweitert. Der aus den Niederlanden stammende Baumeister Leonhard Blasius († 1644) fügte die etwas kürzeren Querarme hinzu, integrierte den Turm im Südwesten der Kirche als Westgiebel und stockte das alte Gebäude auf die Höhe des Turmes auf. Die Kirche steht auf einem Fundament von Granitsteinen. Die neuen Gebäudeteile sind aus gelben Ziegeln errichtet, die etwas kleiner sind als bei dem Turm. Die neuen Giebel, die nach dem Vorbild des renaissancezeitlichen Turmes entstanden, sind wesentlich schlichter als dieser. Sie wurden verputzt. Das rot-gelbe Mauerwerk ist nur aufgemalt, um das gleiche Material wie beim Turm vorzuspiegeln. Diese Bemalung wurde 1763 erneuert. Das Portal der alten Kirche wurde an den Ostgiebel versetzt. Über der Vierung wurde ein Dachreiter für die Glocken errichtet.

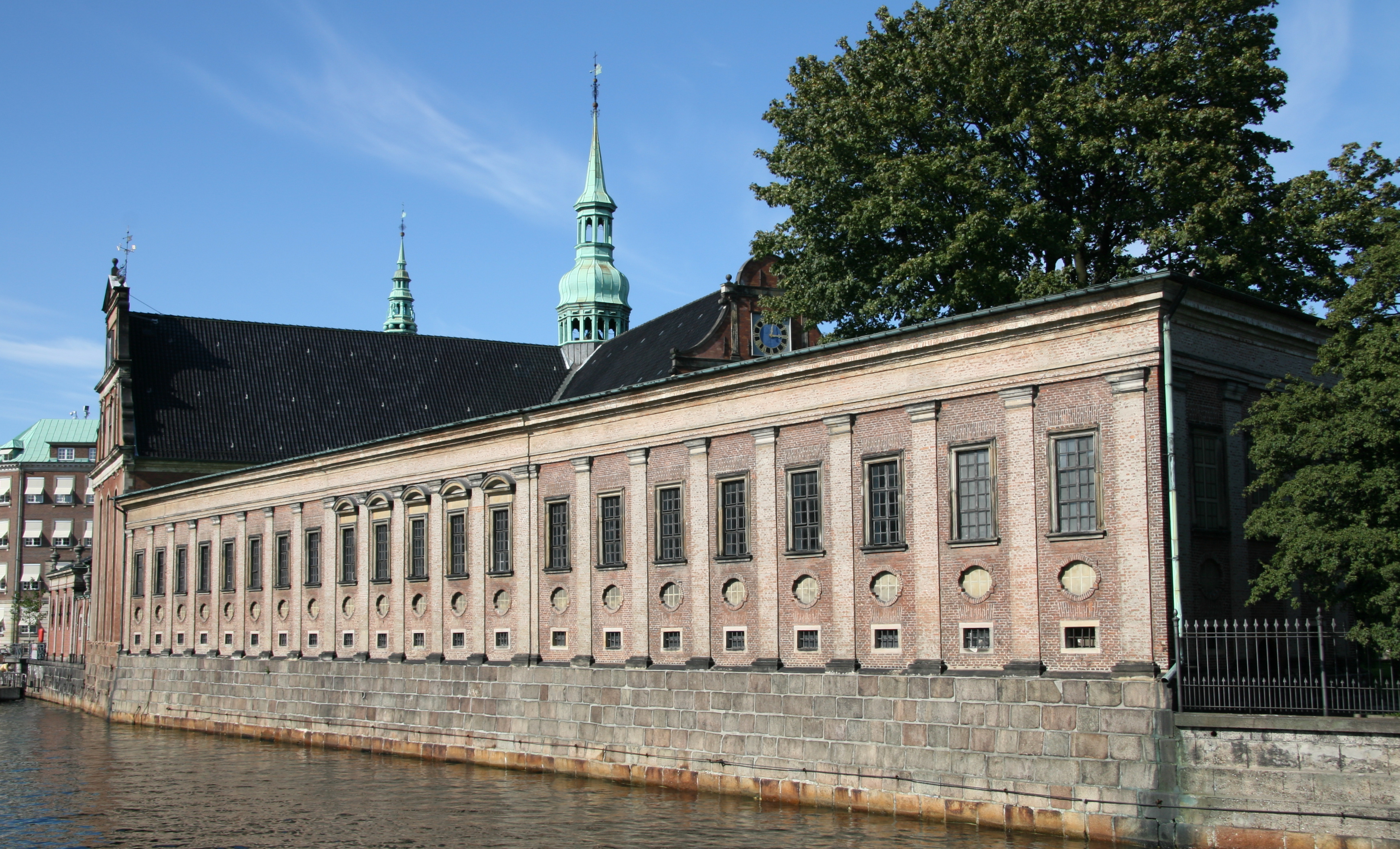
Die am Ufer des Holmens Kanal liegenden Grabkapelle

Gegen Ende des 17. Jahrhunderts wurden an die Kirche mehrere kleine Grabkapellen angebaut, darunter 1697 die für Niels Juel. 1705–08 wurde die große Kapelle hinzugefügt, die sich entlang des Kanalufers erstreckt und in der u. a. Christian Frederik Hansen beigesetzt ist. Auch Niels Juel wurde dorthin umgebettet. Seine Grabkapelle wurde durch eine Sakristei ersetzt.
1776 wurde die Decke mit Stuck verziert. In der ersten Hälfte des 19. Jahrhunderts fanden mehrere große Reparaturen und Umgestaltungen statt.
Heute dient die Kirche den Einwohnern der Stadtteile Bremerholmen bzw. Gammelholmen und Slotsholmen als Pfarrkirche sowie als Seemannskirche.

### Die Ankerschmiede
In den Jahren 1562–1563 ließ Friedrich II. eine Ankerschmiede für Holmen bauen, die auf der anderen Seite des Holmens-Kanals in Richtung Slotsholmskanalen lag. Das Gebäude hatte eine atypische Form, die der Aussicht vom Schloss auf Slotsholmen Rechnung trug. Die eigentliche Schmiede verbarg sich hinter einem höheren Anbau, dem so genannten Turm, der zum Schloss hin einen Giebel im italienischen Stil aufwies, der vom königlichen Baumeister Peter de Dunckers entworfen worden war. Giebel dieser Art gibt es in Dänemark nur noch auf dem Gut Rosenholm bei Aarhus. Der Turm beherbergte den Schmiedemeister von Holmen und die Münzstätte (bis 1593). Im Jahre 1617 wurde auf Holmen eine neue, größere Schmiede gebaut, und die alte Schmiede wurde als Zollhaus und Seefahrtschule genutzt.

### Die erste Kirche
1617 ließ Christian IV. auf dem Gebiet zwischen der St. Nikolai-Kirche und Holmen, dem sogenannten Skipperboder, Unterkünfte für die Königlichen Marine errichten. Die wachsende Bevölkerung in diesem Gebiet machte den Bau einer neuen Kirche notwendig, die Christian IV. in der ehemaligen Ankerschmiede errichten ließ.
Die Ankerschmiede wurde zur Kirche umgebaut, ohne den Grundriss des Gebäudes zu verändern. Die Kirche wurde am 5. September 1619 eingeweiht, aber die Aufzeichnungen zeigen, dass die Handwerker noch bis 1620 an der Kirche arbeiteten.
Das Gebäude ähnelte einer Dorfkirche mit einem höheren Turm als „Glockenturm“ an einem Ende, aber der Turm war nicht Teil der Kirche, und die Glocken befanden sich in einem Dachreiter am gegenüberliegenden Ende.
Der Grundriss der ersten Kirche ist nicht bekannt. Das Altarbild muss an der dem Turm zugewandten Wand gestanden haben, da es keine andere Möglichkeit gibt. Gestühl und Altar schuf Engelbret Melstede. Es gab eine Tür auf der gegenüberliegenden Seite und eine Tür zur Skipperboderne (damals Størestræde, heute Holmens Kanal), die große Kirchentür genannt wurde.

### Die Kreuzkirche
Die Kirche wurde bald zu klein und man beschloss 1641, sie zu einer Chorkirche zu erweitern. Der Turm wurde in die Kirche integriert und der Rest des Gebäudes auf die gleiche Höhe aufgestockt. Die beiden neuen Querarme sind etwas kürzer als die Längsarme. Leonhard Blasius war der Baumeister der Kirche, aber alles deutet darauf hin, dass es der König war, der die Gestaltung der Kirche nach dem Vorbild der Glücksburger Schlosskirche bestimmte.
Der ursprüngliche Turmgiebel wird als Westgiebel bezeichnet, obwohl er fast genau nach Südwesten ausgerichtet ist. Die anderen Giebel heißen dementsprechend Nordgiebel, Ostgiebel und Südgiebel. Auch die vier Seitenschiffe der Kirche haben ihre eigenen Namen, nämlich Chorschiff, Kapitänsschiff, Schifferschiff und Kräutergartenschiff.
Die drei neuen Giebel wurden im gleichen Stil wie der Westgiebel gegenüber dem Schloss gestaltet, aber nicht genau so. Während der Westgiebel unter Kennern als kleines architektonisches Juwel gilt, werden die Entwürfe für die neuen Giebel als – optisch – deutlich schlechtere Lösungen angesehen.
Die Mauern sind aus Backstein auf einem hohen Sockel aus Granitblöcken errichtet. Die neuen Querschiffe wurden aus gelben Ziegeln gebaut, die kleiner sind als die Steine des Turms. Um dem Gebäude ein einheitliches Aussehen zu verleihen, wurden die Wände mit Kalkfarbe in gelben und roten horizontalen Streifen gestrichen, auf die weiße „Mörtelstreifen“ gemalt wurden, um sie wie Ziegel aussehen zu lassen. Es ist kein Zufall, dass die gelben und roten Streifen den Wappen der alten Bürger entsprechen.
In jedem der drei neuen Giebel befand sich ein Eingang, wobei der Eingang im Nordgiebel der Haupteingang war. Das Portal der „großen Kirchentür“ der ersten Kirche wurde in den Giebel verlegt und mit einem größeren Sturz versehen. Das ursprüngliche Aussehen des Türsturzes ist nicht ganz klar, da die Quellen nicht übereinstimmen, aber er war größer als heute.
In den neuen Querschiffen wurden im Giebel und in jeder Seitenwand in gleichmäßigen Abständen drei Fenster eingesetzt. Der Chorarm weicht von diesem Muster ab, wahrscheinlich weil die Fensteröffnungen des Turms erhalten geblieben sind. Die Fenster waren 10 Ellen hoch und 2 Ellen breit (ca. 6,3 m × 1,25 m), rundbogig und mit Eisengittern versehen. Die Rahmen hatten keine Sandsteinverzierungen. Bei den Giebeln gibt es einige Abweichungen vom Schema, die zum Teil auf die Portale zurückzuführen sind. In den neuen Giebeln gibt es drei zusätzliche kleinere Fenster im Giebeldreieck, die die gleiche Breite haben und im gleichen Rhythmus angeordnet sind wie die Hauptfenster.
Das Dach war ursprünglich mit Schiefer gedeckt, und in der Mitte der Vierung befand sich ein zweistöckiger Glockenturm mit den Glocken im unteren Teil. Dieser Glockenturm bereitete im Laufe der Zeit einige Probleme, da die Holzkonstruktion des Daches nicht stark genug war, um das Gewicht zu tragen. In den Jahren 1698 und 1793 wurde die Konstruktion verstärkt, aber erst 1930, als eine Eisenkonstruktion angebracht wurde, konnte der Einsturz gestoppt werden. Man schätzt, dass der Turm heute 60 cm niedriger ist als bei seiner Erbauung.

### Spätere Veränderungen
Die großen Brände Kopenhagens (1728 und 1795) gingen an der Holmenskirche vorbei, und auch die Bombardierungen von 1658 und 1807 richteten nur geringe Schäden an, so dass die Kirche heute in ihrer Grundform noch genauso aussieht wie bei ihrer Erbauung. Im Sockel an der Nordseite des Altarraums ist allerdings eine Kanonenkugel eingelassen, die aus dem schwedischen Beschuss von 1658 stammen soll.
Der Grundriss der Kirche in Thurahs dänischem Vitruv von 1740 zeigt drei äußere Treppentürme. Einer an der Nordseite des Chores, einer an der Ecke zwischen Urtegårdsgangen und Skippergangen und einer an der Ecke zwischen Kaptajnsgangen und Skippergangen. Die erste ist noch so erhalten, wie sie 1872 umgebaut wurde. Man vermutet, dass sie auf den Anfang des Chores zurückgeht und ursprünglich der private Zugang des Königs zum königlichen Thron war.
Unter Frederik III. wurde der königliche Stuhl an die Ecke zwischen Urtegårdsgang und Skippergang verlegt, und der dortige Treppenturm muss als privater Eingang des Königs gedient haben. Er wurde 1834 abgerissen. Über den letzten Treppenturm ist nur bekannt, dass er bereits existiert haben muss, als Thurah den Grundriss zeichnete.

### 1600–1700
Im Jahre 1660 wurde beim Bau des Chorhofes an der Nordseite des Chores zum Kanal hin eine Kapelle mit zwei Krypten errichtet. Ihre Abmessungen betrugen etwa 7,5 × 3,5 Meter. Die Kapelle diente auch als Sakristei. Das Gebäude wurde 1872 abgerissen. In den 1660er Jahren wurde außerhalb des Südportals ein Anbau errichtet, der als neue Kapelle bezeichnet wurde und ebenfalls zwei Gruften enthielt, aber wahrscheinlich in erster Linie als Vorraum und Treppenturm für die Kanzeln des Urtegårdsgangen diente. Soweit bekannt, wurden die Gräber erst in den 1690er Jahren benutzt. Das Gebäude stand bis 1834.
1688 begann man, das Schieferdach durch ein Kupferdach zu ersetzen, aber wegen der schlechten wirtschaftlichen Lage der Kirche dauerte es bis 1701, bis das Dach vollständig erneuert wurde.
1697 wurde eine Grabkapelle für Niels Juel an der Ecke von Korgangen und Urtegårdsgangen gebaut. Sie wurde von Ernst Brandenburger entworfen und maß etwa 6,3 m an der Korgangen und 5,5 m an der Urtegårdsgangen. Die Höhe betrug 6,9 m. Nachdem 1709–10 das große Grabmal von Juel in der großen Kapelle von 1705 aufgestellt worden war, wurde das Gebäude entfernt.

### 1700–1800
Sowohl am Fundament als auch am Dach wurden 1747 und in den Jahren davor Reparaturen vorgenommen. Im Inneren wurden eine neue Kanzeltreppe und Änderungen am Gestühl vorgenommen, Einzelheiten sind jedoch nicht bekannt.
Um mehr Licht in die Kirche zu bringen, wurden 1756 die oberen Fenster des Nord- und Südgiebels durch das Gesims nach unten verlängert. Sie wurden 1872 wieder auf ihre ursprüngliche Größe gebracht.
1763 wurde der größte Teil der ursprünglichen roten und gelben Kalkfarbe abgewaschen und alle Wände, auch die der Kapelle und der Einfriedung, mit perlgrauer Ölfarbe gestrichen. Dieses Aussehen behielt die Kirche bis 1872.
1776 wurde die Decke mit Stuck verziert.
1770 wurde an der Stelle der Grabkapelle von Niels Juel eine neue Sakristei errichtet. Die Bauqualität muss nicht sehr hoch gewesen sein, denn 1789 war das Gebälk verfault und das Gebäude wurde wieder abgerissen.

### 1800–1900
Nach der Bombardierung von 1807 wurden die Turmuhr und das Dach repariert, und 1828–29 fand eine umfassende Renovierung der Außenfassade der Kirche statt, über die jedoch keine Einzelheiten bekannt sind. Die Hauptreparatur von 1834–36 ist jedoch gut dokumentiert. Im Folgenden werden nur die wichtigsten Veränderungen am Äußeren des Gebäudes aufgeführt (die Veränderungen im Inneren werden weiter unten unter „Innenausstattung“ beschrieben).
Es wurde der Treppenturm in der Ecke zwischen Skipper und Urtegårdsgang entfernt und durch eine Tür ersetzt, die den Zugang zu den unteren Räumen des Herrenhauses ermöglichte. Die „neue Kapelle“ wurde ebenfalls abgerissen und durch einen Vorbau mit Treppe zu den Kanzeln an der Westseite ersetzt. Die vier Fenster an der Nordseite des Presbyteriums und eines an der Westseite des Urtegårdsgang wurden durch Anheben der Fensterbänke verkleinert. Das Dach, das sich unter dem Gewicht des Turms in der Mitte gesenkt hatte, wurde angehoben. Dadurch wurden sowohl das Gesims unter dem Dachrand als auch die Voluten der Giebeldreiecke verändert. Gleichzeitig wurde die Kupferdeckung durch schwarz glasierte Ziegel ersetzt.
In den 1860er Jahren wurden die Straßen rund um die Kirche umgestaltet, was einige Veränderungen der Friedhofsgrenzen und des Zugangs zur Kirche zur Folge hatte. In den Jahren 1871–72 wurde die Kirche unter der Leitung des Architekten Ludvig Fenger grundlegend umgebaut. Die alte Umfassungsmauer wurde entfernt und ein gusseiserner Zaun um die Kirche und den Friedhof mit Ausnahme des Kirchhofs errichtet. Im Chorhof entlang des Slotsholm-Kanals wurde ein neuer, größerer Beichtstuhl gebaut, der mit dem Chor durch ein kleineres Gebäude verbunden ist, in dem sich die Räume der Priester usw. befinden. Die Grenze des Korurtegården zum heutigen Holmenkanal wurde mit einer neuen Mauer geschlossen, in die Haupt- und Seitenportale der alten Umfassungsmauer eingesetzt wurden. Im Hof wurde ein neuer Treppenturm errichtet.
Die Mauern der Kirche und der Kapelle wurden von früheren Oberflächenbehandlungen befreit, und die Kapelle erhielt ihre ursprüngliche Farbgebung mit rotem Mauerwerk und grauen Pilastern zurück. Die Kirche mit ihren unregelmäßigen Wänden wurde rot verputzt und mit weißen Rillen gestrichen.
Als der Dom von Roskilde zur gleichen Zeit umgebaut wurde, blieb das Portal von Christian IV. aus dem Jahr 1635 erhalten und wurde am Ostgiebel der Holmenskirche angebracht. Das bedeutete, dass der Osteingang die Rolle des Haupteingangs vom Nordportal übernahm. Der Vorbau von 1836 am Südgiebel wurde entfernt und der Eingang mit einem Portal aus Teilen der alten Umfassungsmauer versehen. Im Westgiebel wurden die drei großen Fenster, die seit langem teilweise zugemauert waren, vollständig geschlossen und durch die heute sichtbaren Öffnungen ersetzt.

### 1900–2000
1919 wurde das Mauerwerk der Kirche restauriert und 1929 die gewölbte Stuckdecke repariert, was durch das Absinken des Turmes notwendig geworden war. Die Turmspitze erhielt in dieser Zeit eine neue Eisenstütze.
Zur Vorbereitung der Hochzeit der Königin Margarethe II. im Jahre 1967 wurde die Kirche einer umfassenden Renovierung unterzogen. Bei dieser Gelegenheit wurde der Holzfußboden im Chor durch Inselsteinplatten ersetzt.
In den Jahren 1984–85 wurde der Westgiebel restauriert und neu bemalt. Auch die anderen Fassaden scheinen in jüngerer Zeit gestrichen, vielleicht sogar verputzt worden zu sein, doch konnte das Jahr nicht festgestellt werden.

### Die große Grabkapelle
Trotz der schlechten finanziellen Lage der Kirche wurde 1705 an der Südseite des Chores am Kanal eine große Kapelle angebaut, wahrscheinlich in der Hoffnung, dass die Einnahmen aus den Beerdigungen in der Kapelle die Kosten übersteigen würden. Das von dem Baumeister Johan Conrad Ernst entworfene Gebäude sollte ursprünglich wie der Chor ein hohes Satteldach erhalten. Als jedoch die Dachsparren hochgezogen wurden, erkannte der König, dass dadurch der Blick vom Schloss auf die Werft versperrt war, und der Architekt wurde angewiesen, das Dach in ein Flachdach umzuwandeln. Dies bedeutete auch den Verzicht auf das Frontispiz, das zweifellos über dem Mittelrisalit der Westfassade geplant war.
Wegen des Kanalverlaufs steht die Kapelle nicht senkrecht zur Kirche, und auch der Südgiebel ist schräg abgeschnitten, so dass der Grundriss der Kapelle trapezförmig ist und die Längsseite (59 Meter) dem Slotsholmen zugewandt ist. Die Kapelle ist wie eine große Halle gebaut, unter der 36 Krypten errichtet wurden – 34 gleich große in zwei Reihen und eine größere an jedem Ende mit unregelmäßigem Grundriss. Ursprünglich waren die Krypten durch Falltüren im Hallenboden zugänglich, und es war nicht vorgesehen, Särge in der Halle aufzustellen. Dies änderte sich jedoch bald, und bis 1710 wurden Grabkapellen für Niels Juel und Niels Benzon angebaut.
Die Fassade zum Slotsholmen ist durch Lisenen in 21 Joche unterteilt, die dem Kryptensystem entsprechen (2 Joche für jede Endkrypta). Jedes Joch hat ein großes Fenster zur Halle und ein kleineres Fenster zur Krypta. Dazwischen befindet sich eine ovale Öffnung mit aufgemalten Gittern, die nie als Fenster dienten. Sie wurden wahrscheinlich nur angebracht, um die Fassade an die Einfriedungsmauer anzupassen, die den Friedhof auf der Nordseite von der Straße (heute Holmens Kanal) abgrenzte.
Die dem Friedhof zugewandte Längsseite der Kapelle hatte nicht die ursprünglich vorgesehenen Fenster zur Halle, sondern war mit einfacheren Öffnungen versehen. Im Südgiebel befanden sich Fenster, aber bei der Umgestaltung der Juel-Kapelle wurde die schräge Rückwand begradigt, so dass hinter diesen Fenstern ein unzugänglicher Raum entstand, der verblendet wurde. 1936 wurde das andere Ende des Kapellensaals zusammen mit der Kapelle von Benzon umgebaut, so dass der Saal jetzt rechteckig ist. Der Raum dahinter wird als Geräteraum genutzt.
1911 wurde die Krypta unter der Leitung von Gotfred Tvede umgebaut. Er baute ein Mittelschiff ein (wodurch die Länge der Krypta verkürzt wurde) und fügte im Südgiebel der Kapelle eine Tür ein. Die Eingangstüren in der Vorhalle wurden entfernt und der gesamte Fußboden mit Fliesen ausgelegt. Gleichzeitig wurden die Stuckdecke und die Gräber in der Halle restauriert.

## Inventar

### Überblick
Die Brände von Stadt und Schloss 1728 und 1794, die Belagerung von 1658 bis 1660 und das Bombardement 1807 überstand die Kirche weitgehend unbeschadet, weshalb ihr Inventar aus dem 17. Jahrhundert erhalten blieb.

### Empore und Stühle
In der ersten Kirche wurde das Gestühl von Engelbret Melstede verziert, der auch das Altarbild schuf. Es gibt keine verlässlichen Quellen darüber, ob es in der umgebauten Schmiede eine Empore gab, aber es ist wahrscheinlich, da dies damals in Kirchen üblich war und wahrscheinlich notwendig, um genügend Sitzplätze in dem relativ kleinen Raum zu haben. Im Jahre 1620 wird erstmals ein königlicher Stuhl erwähnt, über dessen Standort jedoch nichts bekannt ist.
Als die Kirche in den 1640er Jahren zu einer Chorkirche erweitert wurde, erhielt sie drei Emporen an allen Wänden außer an der Süd- und Westwand des Chors. Das Ganze wurde von 36 eisernen Pfeilern getragen, die jedoch nicht ausreichten, um die Last zu tragen, so dass die Emporen mit der Zeit gefährlich in Richtung der Seitenschiffe hingen. Die Kanzel und die Orgel befanden sich auf der mittleren Empore, wobei die Kanzel zunächst an der Nordseite des Chors stand. In den 1660er Jahren findet man den Königsstuhl an der Ecke Skippergangen und Urtegårdsgangen. Wahrscheinlich wurde er im Zusammenhang mit der Aufstellung des neuen Altaraufsatzes und der Kanzel ersetzt und versetzt.
In den 1750er Jahren wagte man es nicht mehr, die alten Emporen zu benutzen, und ersetzte sie in der ganzen Kirche. Die neuen Emporen hatten eine Höhe von vier Etagen, wobei die unterste gegenüber den Stühlen leicht erhöht war. Alles war, der Mode der Zeit entsprechend, perlgrau gestrichen. Die meisten Emporen waren als geschlossene Kästen mit Fenstern angeordnet, wie sie noch in der Christianskirche in Christianshavn zu sehen sind. An der Südseite der Kirche hingegen waren die Emporen im oberen Stockwerk offen und den Seeleuten vorbehalten. Außerdem wurde ein neuer königlicher Stuhl mit Schnitzereien von Carl Frederik Stanley geschaffen. Der Standort war derselbe wie bei seinem Vorgänger.
Bei der Renovierung 1834–36 wurden die Fenster in den Loggien entfernt und im Obergeschoss auf der Nordseite wurden die Loggien ganz entfernt, um mehr Symmetrie im Inneren zu schaffen. Die Fenster des Königsstuhls blieben jedoch erhalten.
Bei der großen Umgestaltung von 1872 wurde das gesamte Chorgestühl durch ein einziges Lesepult ersetzt, das dem zentralen Pult der ursprünglichen Ausstattung ähnelt und sich an allen Seitenwänden mit Ausnahme der südlichen Chorwand befindet. Es wurde von Ludvig Fenger im Stil der Renaissance entworfen. Der königliche Stuhl wurde an der Nordseite des Chors wieder aufgestellt. Bei dieser Gelegenheit wurden auch neue Vorräume an den drei Eingängen mit neuen Treppen zum Lesepult geschaffen. An den Enden des Kapitäns- und Kräutergartens blieben die beiden oberen Emporen erhalten, wobei die obere offene Kanzel weiterhin als Matrosloft bezeichnet wird.
Als die Kirche zur Chorkirche umgebaut wurde, ließ Henrich Balche ein neues Chorgestühl mit Giebeln anfertigen. Obwohl das Gestühl 1688, 1717, 1797, 1834 und 1872 verändert wurde, sind die Giebel bis heute erhalten geblieben. Die Giebel waren ursprünglich mit Klappsitzen ausgestattet, die 1834 entfernt wurden. 1872 wurden die Giebel mit Pilastern verziert, die zu den neuen Kanzeln passten.

### Altarbild

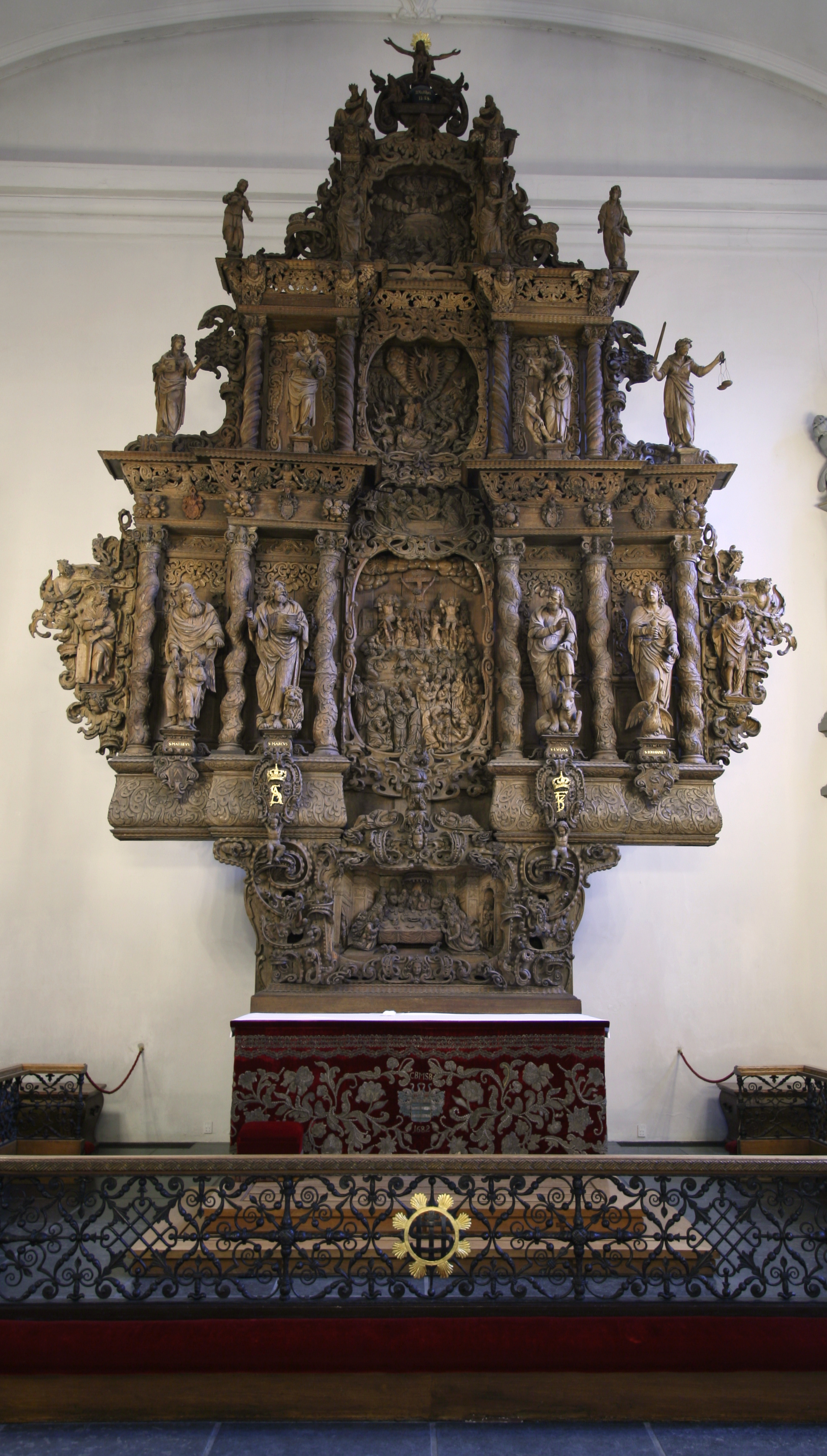
Altarbild

1619 besaß die Kirche ein Altarbild aus der Spätrenaissance, das wahrscheinlich von dem Bildhauer Engelbret Melsted geschaffen und von Helge bemalt wurde. Das Altarbild stand wahrscheinlich am westlichen Ende der ersten Kirche, dem Turm zugewandt, und wurde nach dem Umbau zur Chorkirche im neuen Chor, dem ehemaligen Turm, aufgestellt. Dort stand es bis 1661, als es an die Kirche von Grenaa verkauft wurde.
Im Jahre 1661 wurde der heutige Altaraufsatz angebracht. Es wurde von Abel Schrøder dem Jüngeren geschaffen und signiert. Die Tafel hat die natürliche Farbe der Eiche, wie sie ursprünglich war, aber von 1739 bis 1872 wurde sie gelb gestrichen.
1834 wurden zwei Säulen der ehemaligen Chortür unter die Enden der Flügel der Tafel gestellt, so dass sie diese zu stützen scheinen. Zwischen den Säulen und dem Altar befanden sich Vorhänge, die den Zugang zu einem kleinen Raum hinter dem Altar ermöglichten. Die Säulen wurden später entfernt. Die Vorhänge befinden sich jetzt zwischen dem Altarbild und der Rückwand, so dass sie von vorne nicht zu sehen sind.
Auf der Rückseite der Tafel befindet sich eine gemalte Inschrift, die verschiedene Ereignisse aus der Geschichte der Kirche erwähnt. Sie scheint kurz nach der Anbringung der Tafel begonnen worden zu sein und wurde bis 1702 aktualisiert. Der Text beginnt mit: „Vdi CHRISTIANI QUARTI Tiid / ANNO 1619 den 5 sept: Er dette sted Indviet til en kirke, Aff superintendenten Docter Hans Resen.“ (Der vollständige Text ist auf wikisource zu finden).

### Kanzel

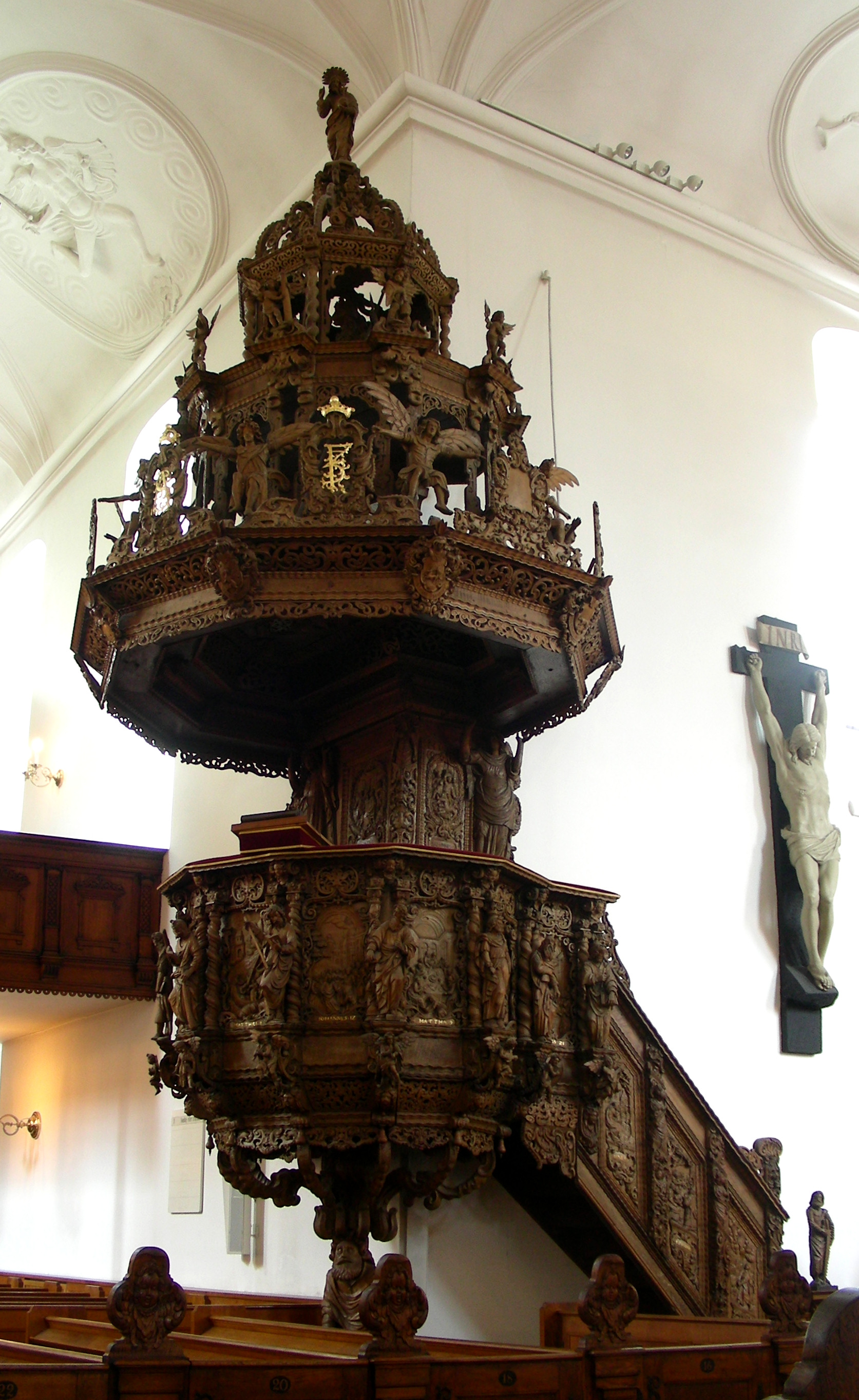
Kanzel

Wie die Kanzel in der ersten Kirche und in den ersten Jahren nach dem Umbau zur Chorkirche aussah, ist nicht überliefert, aber es ist anzunehmen, dass sie vorhanden war.
Im Jahre 1662 wurde die heutige Kanzel in der Südwestecke des Querschiffes aufgestellt. Sie wurde wie das Altarbild von Abel Schrøder dem Jüngeren geschnitzt und ist in der natürlichen Farbe des Eichenholzes gehalten, mit Ausnahme des Monogramms des Königs, das vergoldet ist. Es ist nicht bekannt, ob sie, wie das Altarbild, bemalt war.
Die Kanzel ist die älteste erhaltene in Kopenhagen und auch die am reichsten verzierte. Sie reicht vom Boden bis zur Decke und besteht aus Schnitzereien von der Figur des Moses, der den Korb trägt, bis zur Christusfigur über dem großen Schalldeckel.

### Taufbecken
Die Kirche besitzt drei Taufbecken: Das schmiedeeiserne Taufbecken von 1641, ein Werk des an der Holmer Schmiede beschäftigten Schmiedemeisters Hans Ulriksen Svitzer, trägt das Monogramm von Christian IV. Es stand ursprünglich umgeben von einem Gitter nahe dem östlichen Hauptportal. Bei einer Vergrößerung des Gestühls wurde es Ende des 17. Jahrhunderts an den Nordrand des östlichen Querschiffes verlagert. 1756 wurde eine neue Taufkapelle in der südwestlichen Ecke geschaffen, für die der englischstämmige Bildhauer Carl Frederik Stanley ein klassizistisches Taufbecken herstellte. Das schmiedeeiserne Taufbecken wurde aus der Kirche entfernt und kam 1824 ins Nationalmuseum. Die Taufkapelle wurde 1872 erneuert. Dafür schuf Ludvig Fenger ein neues Taufbecken aus Sandstein und Marmor, das sich heute in der großen Kapelle befindet. Stanleys Becken fand einen neuen Platz erst in der Hvidovre Kirke und dann in der Kopenhagener Nikolaikirche. Seit 1921 befindet sich das schmiedeeiserne Taufbecken wieder in der Kirche im Zentrum der Kompassrose im Mittelpunkt der Vierung. Als die Nikolaikirche 1957 säkularisiert wurde, kehrte auch Stanley weißes Marmorbecken an seinen ursprünglichen Platz in die Holmens Kirke zurück.

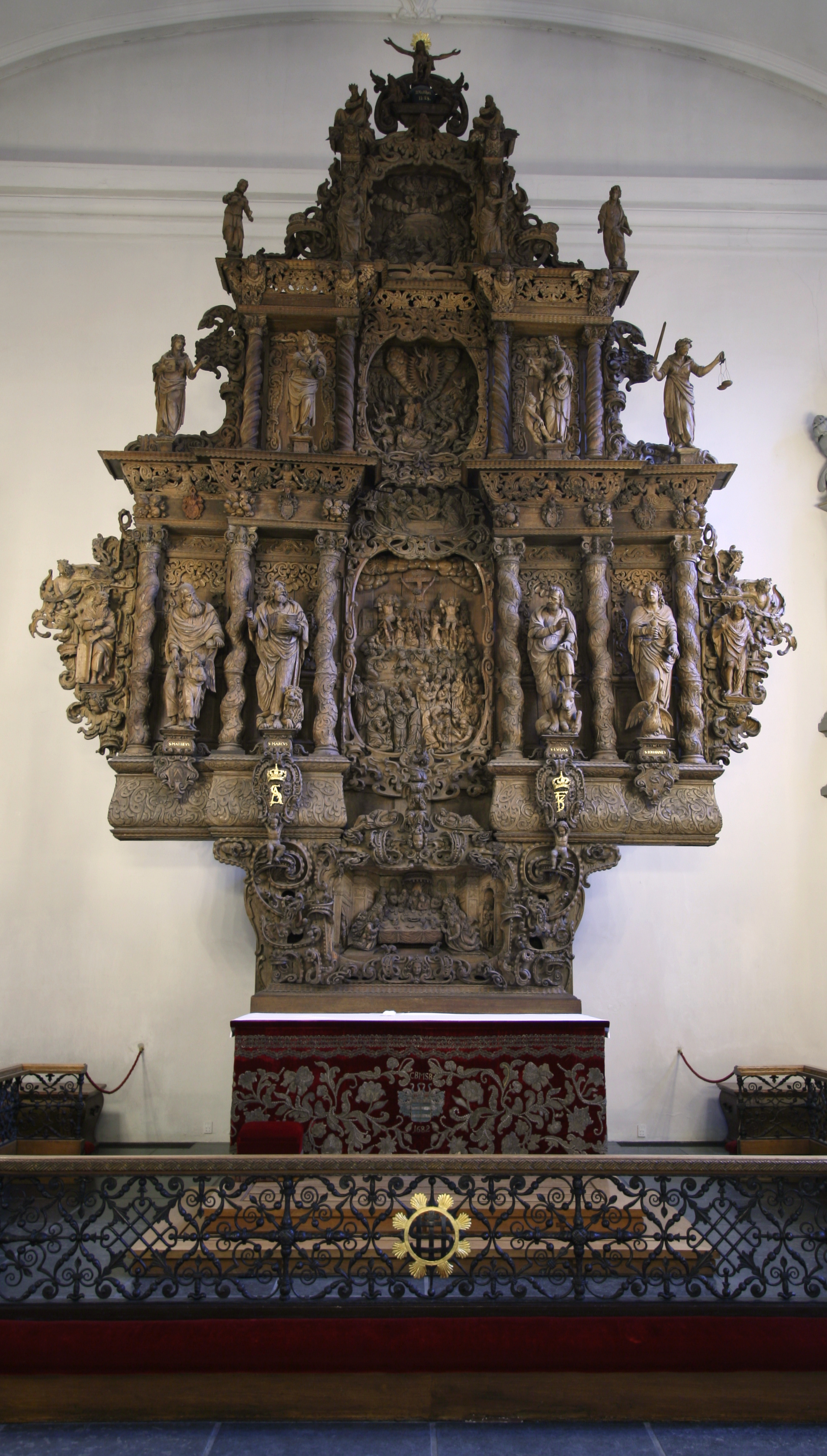
Altar von 1661
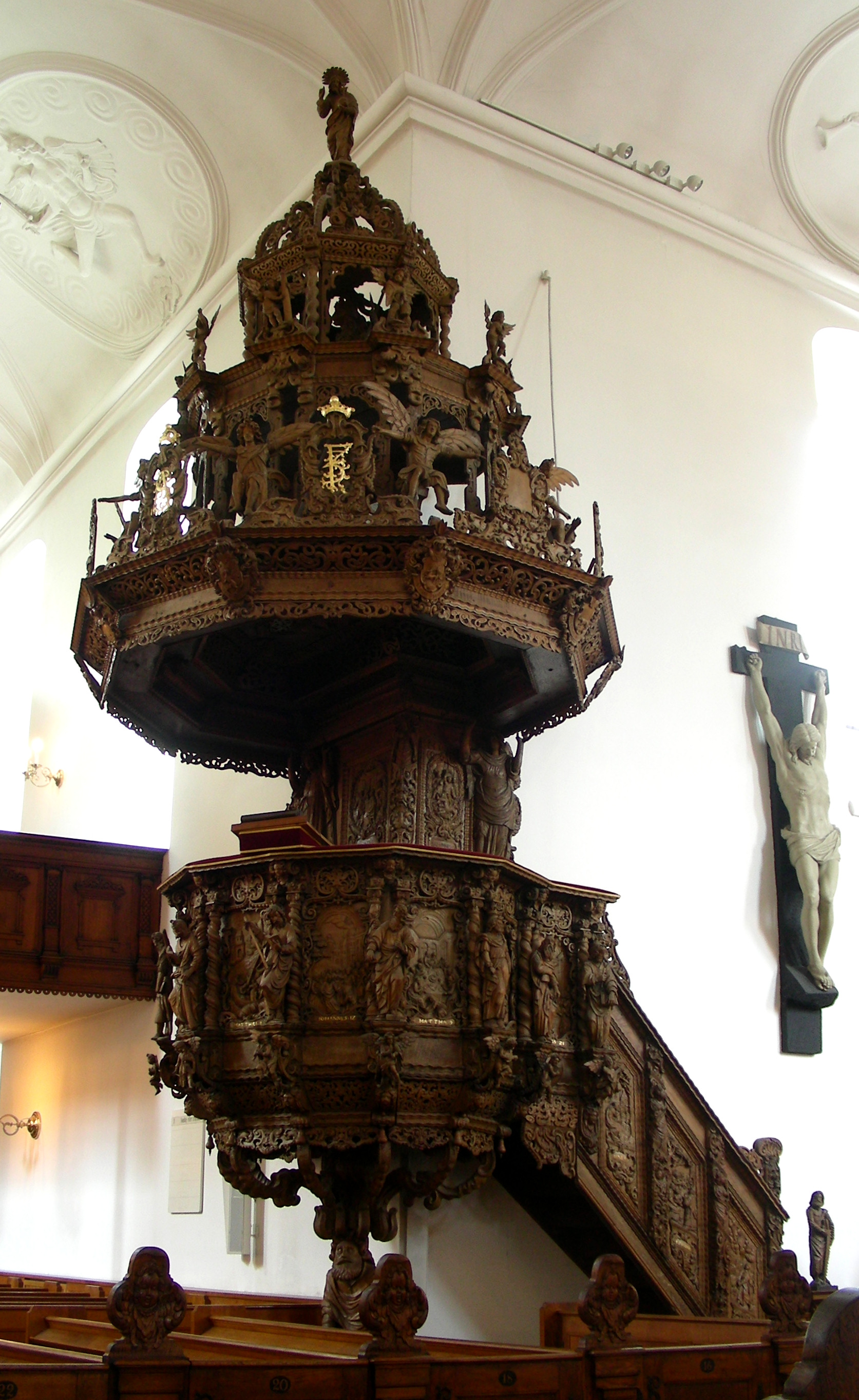
Kanzel von Abel Schrøder
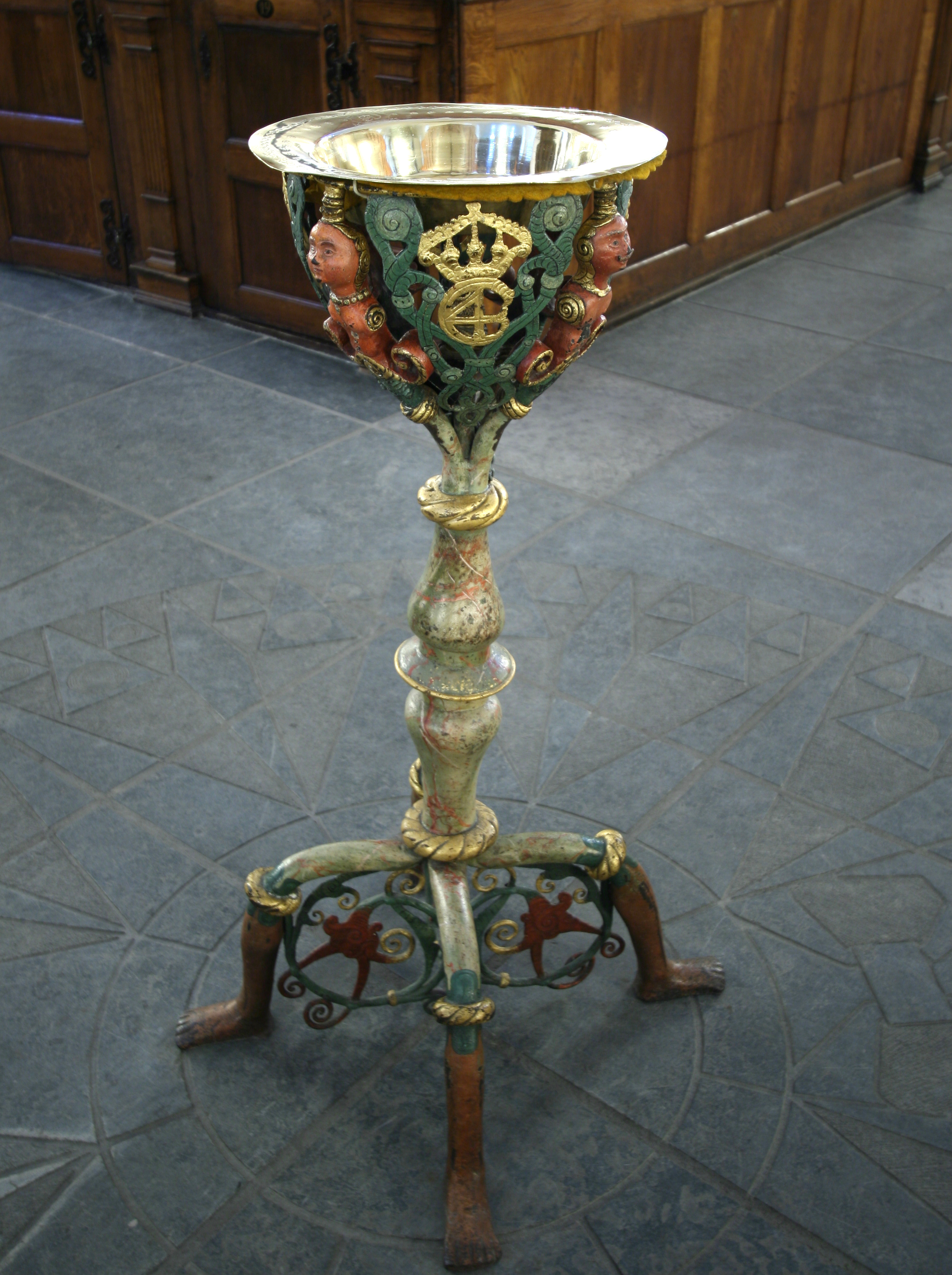
Schmiedeeisernes Taufbecken von 1641
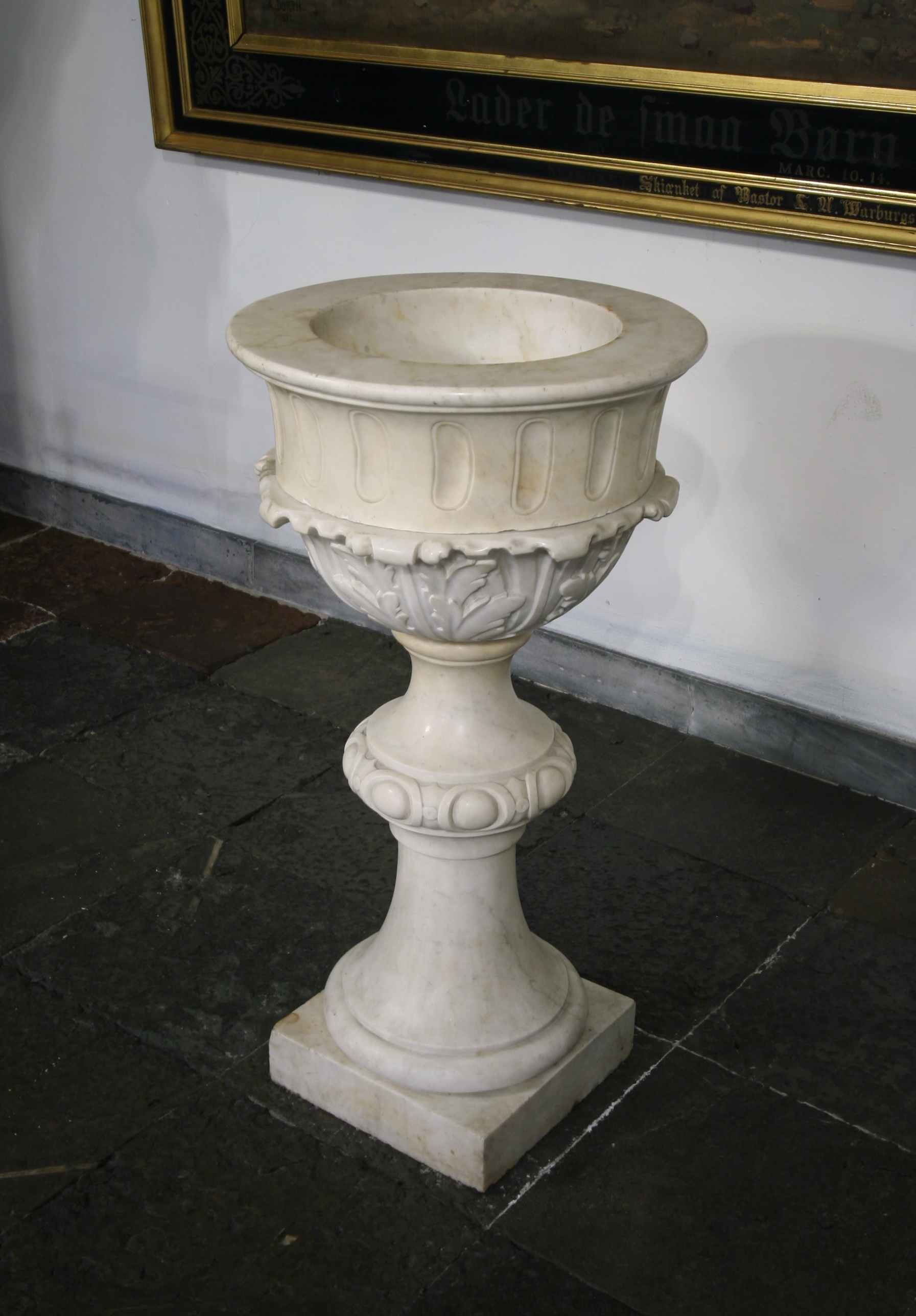
Klassizistisches Marmortaufbecken von Carl Frederik Stanley
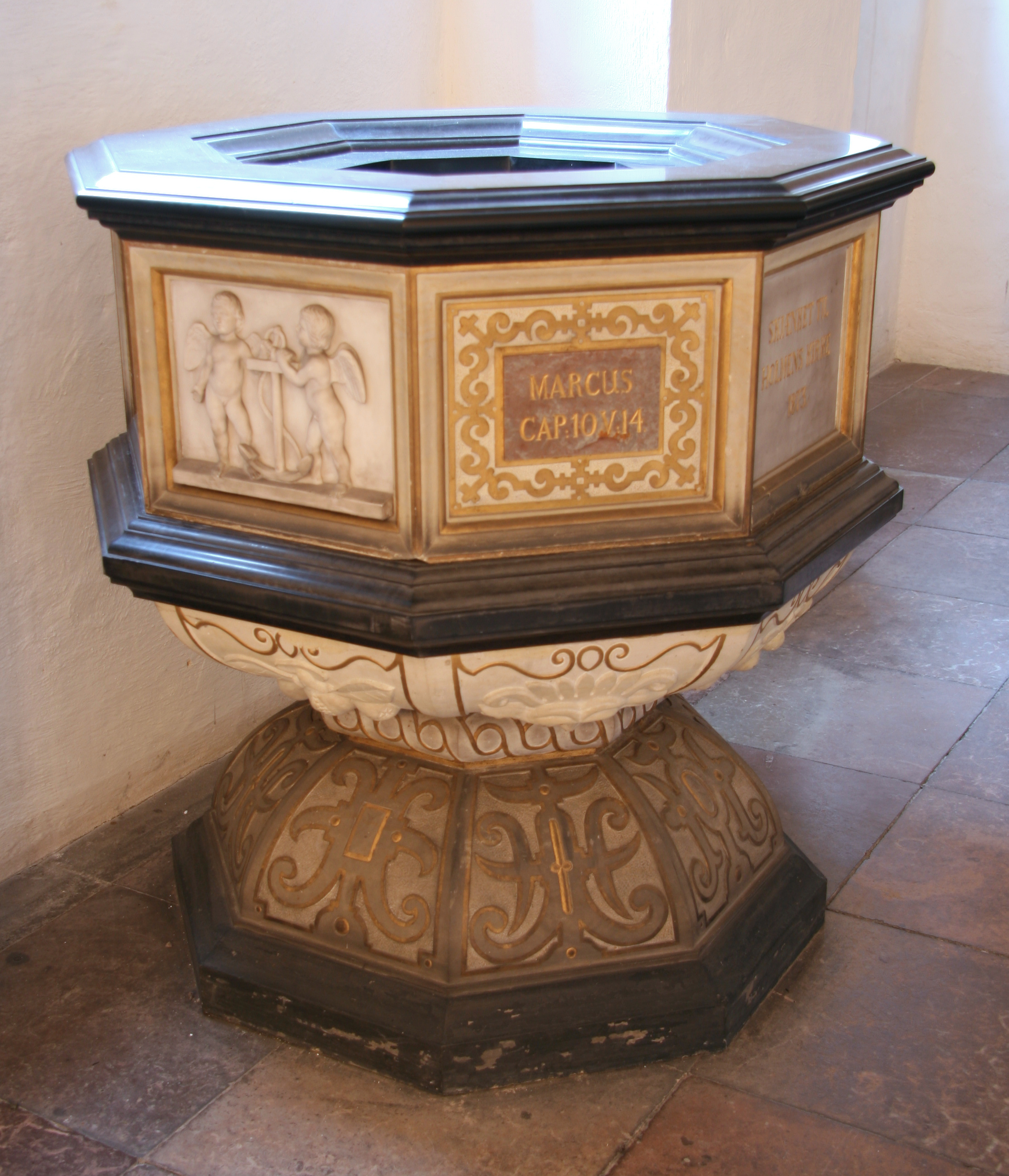
Taufbecken von 1872

### Orgel

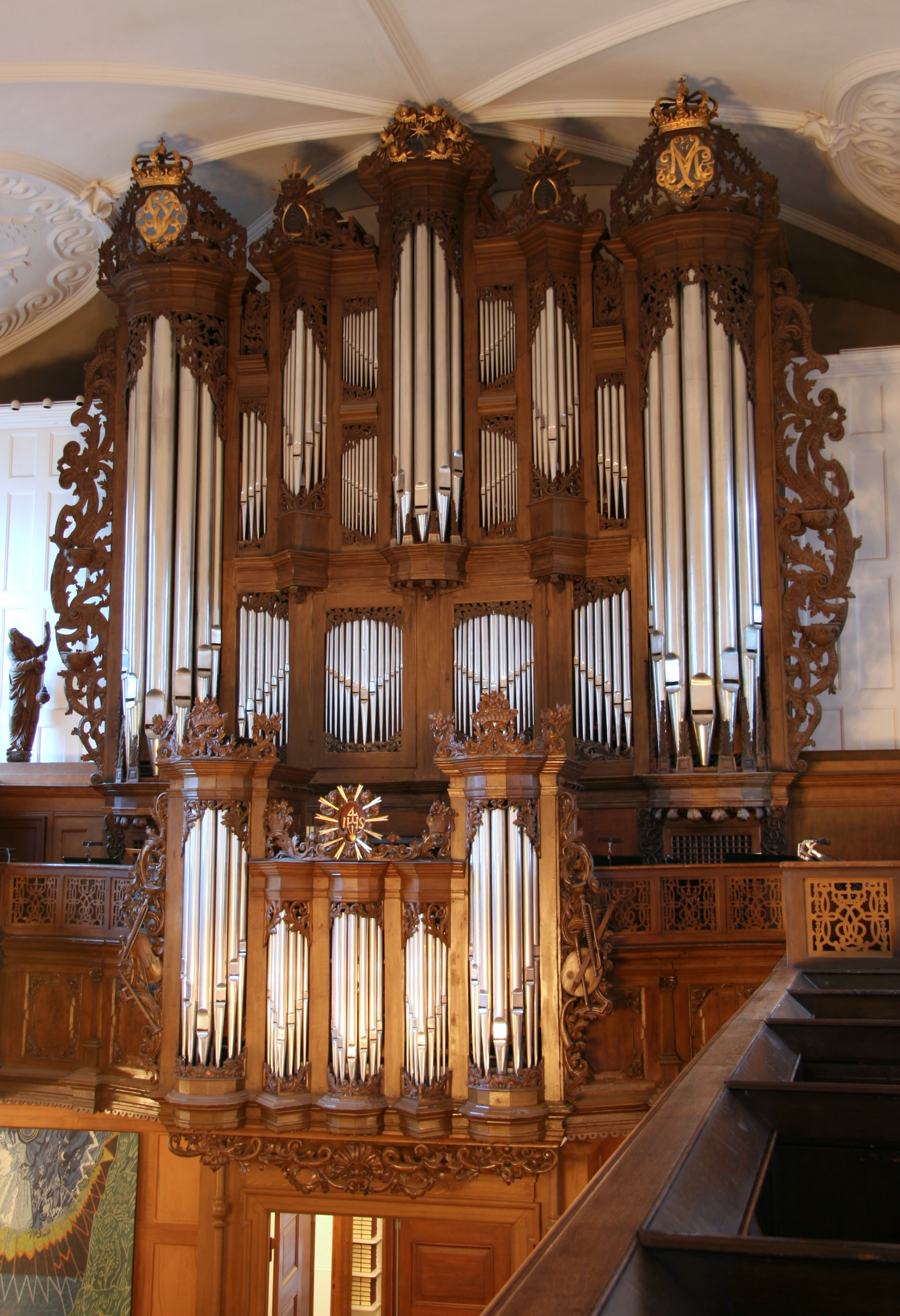
Orgel mit historischem Prospekt von 1737–1740

Eine erste, offenbar recht kleine Orgel wurde 1646 von Johan Lorentz aufgestellt. 1737–1740 erbaute Lambert Daniel Kastens eine neue Orgel (III/P/43), deren Prospekt bis heute erhalten ist. Der Komponist Niels Wilhelm Gade trat 1858 sein Amt als Organist an der Holmens Kirke an und schlug sogleich einen Orgelumbau vor. Es dauerte aber noch bis 1870, bis der dänische Orgelbauer Daniel Köhne, gerade von seiner Ausbildung in Paris bei Aristide Cavaillé-Coll zurückgekehrt, hier seinen ersten großen Orgelneubau in Kopenhagen ausführte. Köhne behielt Kastens’ Orgelgehäuse bei, wenn auch mit nun stummen Prospektpfeifen, und baute darin eine romantische Orgel mit pneumatischer Traktur. Gade spielte auf dieser Orgel bis zu seinem Tod 1890. In zwei Umbauten 1924–1925 und 1930 veränderte die Orgelbaufirma Marcussen & Søn das Instrument im Sinne der Orgelbewegung. Die pneumatische Traktur wurde aber beibehalten. Erst mit Bau der heutigen Orgel, ebenfalls von Marcussen & Søn 1956, erhielt die Kirche wieder ein konsequent am barocken Ideal orientiertes Instrument. 1980 wurden einzelne Register geändert und umintoniert, 1995 wurde eine neue Setzeranlage und 2006 elektrische Koppeln eingebaut. Die Disposition lautet (III/P/50):
| I Hovedværk C–g3 |             |       |
|                  | Quintatøn   | 16′   |
|                  | Principal   | 8′    |
|                  | Spidsfløjte | 8′    |
|                  | Gedakt      | 8′    |
|                  | Oktav       | 4′    |
|                  | Nathorn     | 4′    |
|                  | Spidsquint  | 2 ⁄3′ |
|                  | Oktav       | 2′    |
|                  | Fladfløjte  | 2′    |
|                  | Mixtur      | VI    |
|                  | Scharf      | IV    |
|                  | Trompet     | 16′   |
|                  | Trompet     | 8′    |

| II Rygpositif C–g3 |                     |       |
|                    | Principal           | 8′    |
|                    | Rørfløjte           | 8′    |
|                    | Quintatøn           | 8′    |
|                    | Oktav               | 4′    |
|                    | Dækfløjte           | 4′    |
|                    | Oktav               | 2′    |
|                    | Gemshorn            | 2′    |
|                    | Nasat               | 1 ⁄3′ |
|                    | Sesquialtera II     |       |
|                    | Scharf IV           |       |
|                    | Dulcian             | 16′   |
|                    | Krumhorn            | 8′    |
|                    | Regal               | 8′    |
|                    | Glockenspiel (c–c3) |       |
|                    | Tremulant           |       |

| III Brystværk C–g3 |             |        |
|                    | Gedakt      | 8′     |
|                    | Spidsgamba  | 8′     |
|                    | Principal   | 4′     |
|                    | Rørfløjte   | 4′     |
|                    | Nasat       | 2 ⁄3′  |
|                    | Blokfløjte  | 2′     |
|                    | Terts       | 1 3⁄5′ |
|                    | Waldfløjte  | 1′     |
|                    | Cymbel III  |        |
|                    | Vox humana  | 8′     |
|                    | Skalmeje    | 8′     |
|                    | Tremulant   |        |
|                    | Zimbelstern |        |

| Pedal C–f1   |     |
| Bordun       | 32’ |
| Principal    | 16’ |
| Subbas       | 16’ |
| Oktav        | 8’  |
| Gedakt       | 8’  |
| Oktav        | 4’  |
| Kobbelfløjte | 4’  |
| Nathorn      | 2’  |
| Mixtur VI    |     |
| Basun        | 16’ |
| Fagot        | 16’ |
| Trompet      | 8’  |
| Zink         | 4’  |

- Koppeln: mechanisch: II/I, III/I, I/P, II/P, III/P; elektrisch: II/I sub, II/I super, III/I sub, III/I super, III/II, III/II sub, III/II super, III/III sub, III/III super, III/P super
- Spielhilfen: 4 × 256 Setzerkombinationen, Schweller für das Brustwerk
- Traktur: Schleifladen, mechanische Spieltraktur, elektrische Registertraktur

Anmerkungen
1. ↑  C–H zusammen mit Gedakt 8′
2. ↑  C–F zusammen mit Rørfløjte 8′
3. ↑  C–H zusammen mit Gedakt 8′
4. ↑  C–H akustisch aus 10 2⁄3′+ Subbas 16′; c–h aus Subbas 16′; c1–f1 selbstständiger 32’
5. ↑  C–f aus Principal 16′
6. ↑  C–f aus Subbas 16′

### Schiffe der Kirche

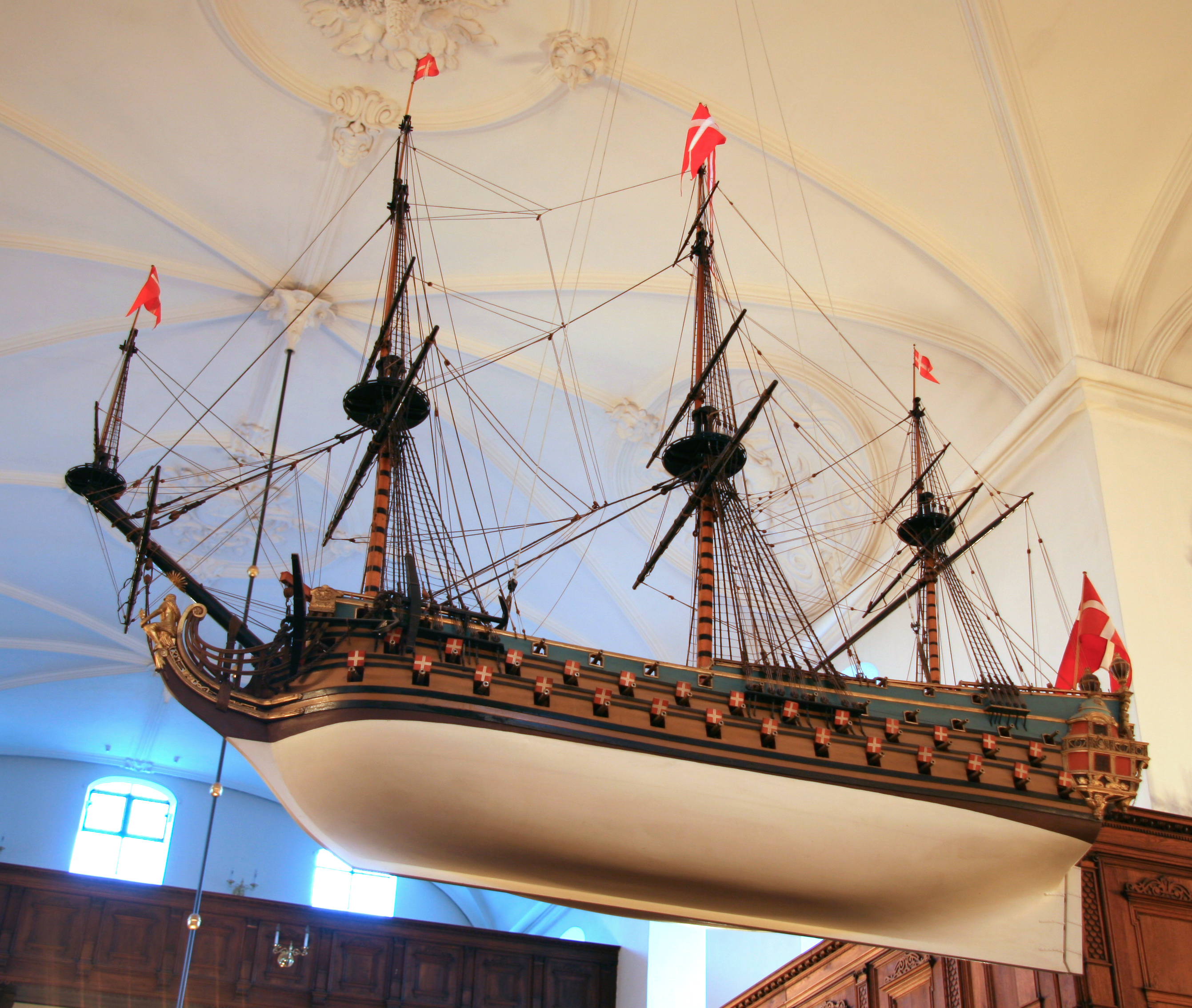
Schiffsmodell Christianus Quintus

In der Mitte des Querschiffes hängt ein Modell des Admiralsschiffes Christianus Quintus von Niels Juel. Der Name des Modells ist Pietate et justitia. Es wurde 1904 in der Werft von Otto Dørge nach einer Zeichnung von 1697 gebaut. Es wurde der Kirche von R. P. Troensegård geschenkt.
Auf Fotos von dänischen Kirchen aus dem Jahr 1959 sind zwei Modelle des Kirchenschiffs zu sehen, eines im Chor und eines im Schiffergang. Das fehlende Schiff ist ein Modell der Holsteen, ebenfalls von der Schiffswerft Dørge. Es hing 1928 in der Kirche, wurde aber 1983 bei einer Renovierung abgenommen und im Königlichen Marinemuseum aufbewahrt, wo es noch heute zu sehen ist. Das Modell war ein Geschenk des Architekten E. W. Marston an die Kirche.
Das Marinemuseum gibt auch an, dass das älteste Modell in seiner Sammlung, das Marineschiff Anna Sophia, ebenfalls in der Holmenkirche ausgestellt war, aber es sind keine Daten verfügbar. Auf dem Bild des Nationalmuseums vom Kirchenraum aus der Zeit um 1860 ist kein Schiffsmodell zu sehen.

## Grabdenkmäler
Die Holmen-Kirche ist reich an Grabdenkmälern. In Dänemarks Kirchen gibt es über 350 Kirchen, aufgeteilt in:
- Die Kapellen von Niels Juel und Benzon
- 36 Epitaphe – 17 in der Kirche (1652–1828), 19 in der Kapelle (1715–1914)
- 42 Grabsteine (1661–1905)
- 4 Särge im Kapellensaal (1676–1845)
- Zahlreiche Särge in der Krypta, davon 9 beschrieben (1671–1847)
- 245 Sargplatten (1665–1957)
- 7 Gedenktafeln – 4 in der Kirche, 3 im Kapellensaal
- 3 Denkmäler auf dem Friedhof

Darüber hinaus gibt es eine Auflistung von über 200 Grabdenkmälern, die zwar registriert sind, aber verschwunden sind oder sich nicht mehr im Besitz der Kirche befinden. Sie sind unterteilt in:
- 9 Epitaphe
- 89 Grabsteine
- 111 Sargplatten

Als erster in der Kirche beigesetzt wurde 1645 der Pastor Niels Mikkelsen Aalborg. Bis 1834 fanden Bestattungen in der Kirche statt.

### Im Inneren der Kirche
Die erste nachgewiesene Bestattung in der Kirche ist auf der Rückseite des Altarbildes vermerkt und betrifft den ersten Vikar der Kirche, Niels Mikkelsen Aalborg, der 1645 starb. In der ersten Kirche gab es also keine Bestattungen unter dem Boden. In der Chorkirche wurden alle Gemeindemitglieder, die es sich leisten konnten, unter dem Kirchenboden oder in einer der Kapellen begraben. In den meisten Fällen handelte es sich um Erdbestattungen, aber im Chor gab es 13 gemauerte Gräber, darunter eine große Krypta unter dem Altar. In den äußeren Ecken der drei anderen Chorarme befand sich jeweils ein gemauertes Grab, das über den Boden hinausragte, und schließlich war auch eines der fünf Gräber im Querschiff gemauert.
Die gemauerten Gräber in Skippergangen gehörten Gabriel Jacobsen Kyng (Südosten, 1659) und Kantor Christen Sørensen Vedel (Nordosten, 1651). David Dannel (Südwesten, 1659) und Abel Cathrine (Südosten) wurden in Urtegårdsgangen beigesetzt.
Die Schimmelgräber wurden 1834 abgerissen, und von den ummauerten Gräbern sind heute nur noch Reste zu sehen.
Von den 17 Epitaphien in der Kirche sollen hier nur einige erwähnt werden. Das älteste stammt aus der Zeit zwischen 1648 und 1652 und ist der Familie Numsen gewidmet. Es wurde in zwei Etappen errichtet. Die erste wurde von Hans Numsen für seine Frau Inger Margreta, die 1648 starb, gestiftet. Hans Numsen selbst starb 1652. Das Gemälde in der Mitte stammt von Karel van Mander und zeigt Hans Numsen, Inger Margreta und ihre fünf Kinder sowie Numsens zweite Frau, Maren Willumsdatter Dichmand, die er 1649 geheiratet hatte. Der vierte Sohn, Matias Numsen, ließ nach dem Tod seiner Frau Maria Worm im Jahre 1715 das Bild seiner Frau und sein eigenes Bild auf dem Epitaph oben auf dem Hauptgesims zu beiden Seiten des Wappens anbringen. Matias Numsen schrieb auch die Inschrift auf dem ovalen Feld unterhalb des Bildes. Das Epitaph befindet sich in der nordwestlichen Ecke der Chorempore.
Das jüngste stammt aus dem Jahr 1828 und wurde von ihrem Ehemann über der 1816 verstorbenen Cecilia Catharina Falsen angebracht. Das Relief auf dem Epitaph ist ein Originalwerk von Bertel Thorvaldsen (Die Nacht). Nach Angaben der dänischen Kirche wurde das Epitaph von seinem ursprünglichen Standort am Eingang zur Kanzel an die Westwand des Urtegårdsganges versetzt und durch eine Gedenktafel für den Propst von Holmen, Hans Mathias Fenger, ersetzt. Fotos aus den 1960er Jahren bestätigen dies, aber der Zeitpunkt der Versetzung ist unklar. Heute befindet sich das Epitaph von Falsen wieder an seinem ursprünglichen Platz, während die Gedenktafel für Fenger an der Südwand der Skippergallen über dem Rednerpult angebracht wurde. Auch für diese Versetzung ist kein Datum bekannt.
An der Nordwand des Chores befinden sich zwei Gedenktafeln für dänische Seeleute, die während der beiden Weltkriege auf See ihr Leben verloren haben. Im Jahre 1950 wurde eine Gedenkkapelle für die Freiwilligen errichtet, die in den Jahren 1940–45 im Dienst der Alliierten gefallen sind. Die Kapelle wurde vom Architekten Arne Nystrøm entworfen und befindet sich in der Urtegårdsgangen außerhalb des Taufbeckens an der Westseite.
Ein Teil der umfangreichen Sargplattensammlung der Kirche hängt heute an den Wänden der Treppe, die zu den Kanzeln führt.

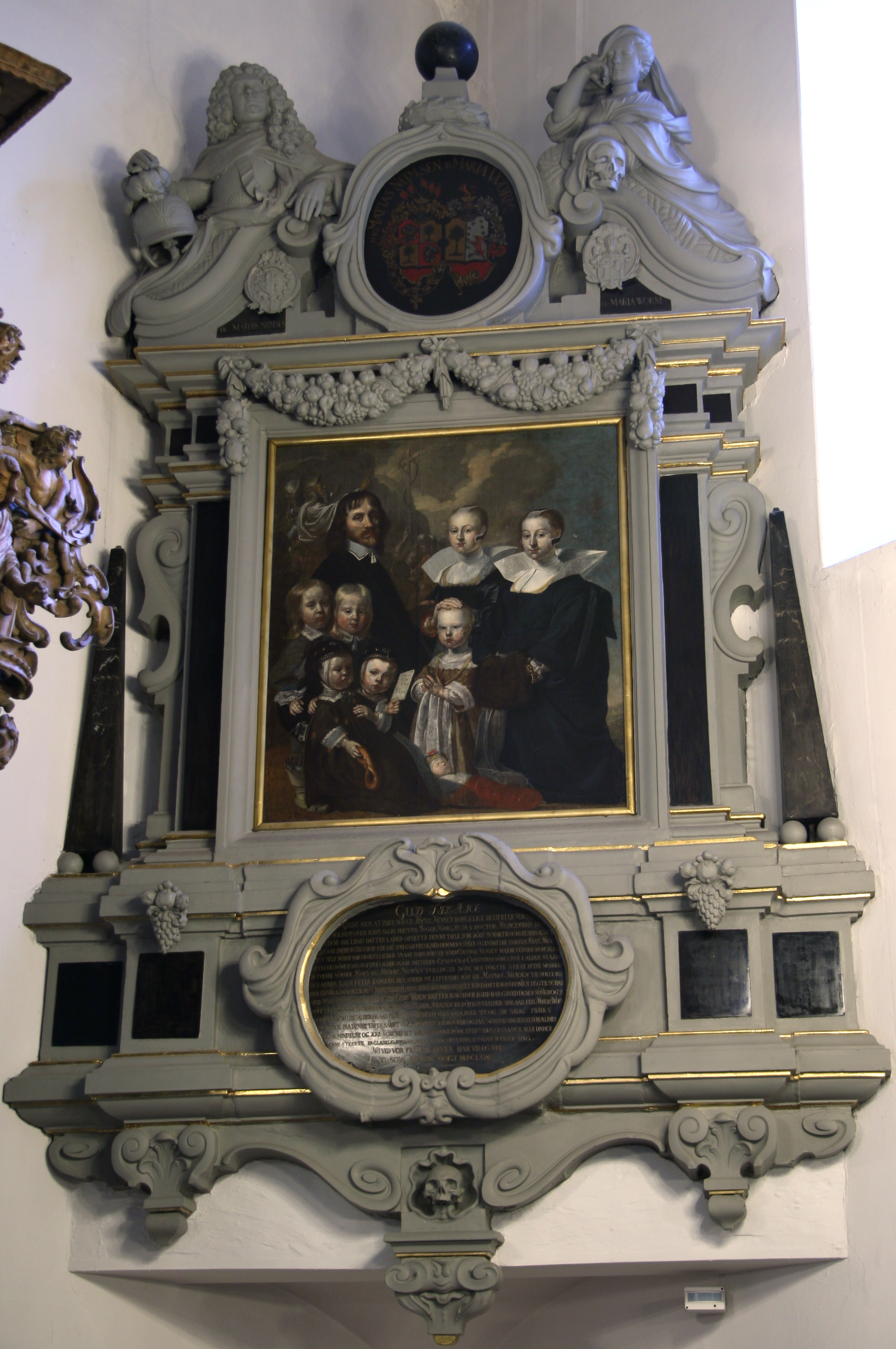
Epitaph der Familie Numsens von 1652, das älteste Epitaph in der Kirche, gemalt von Karel van Mander III
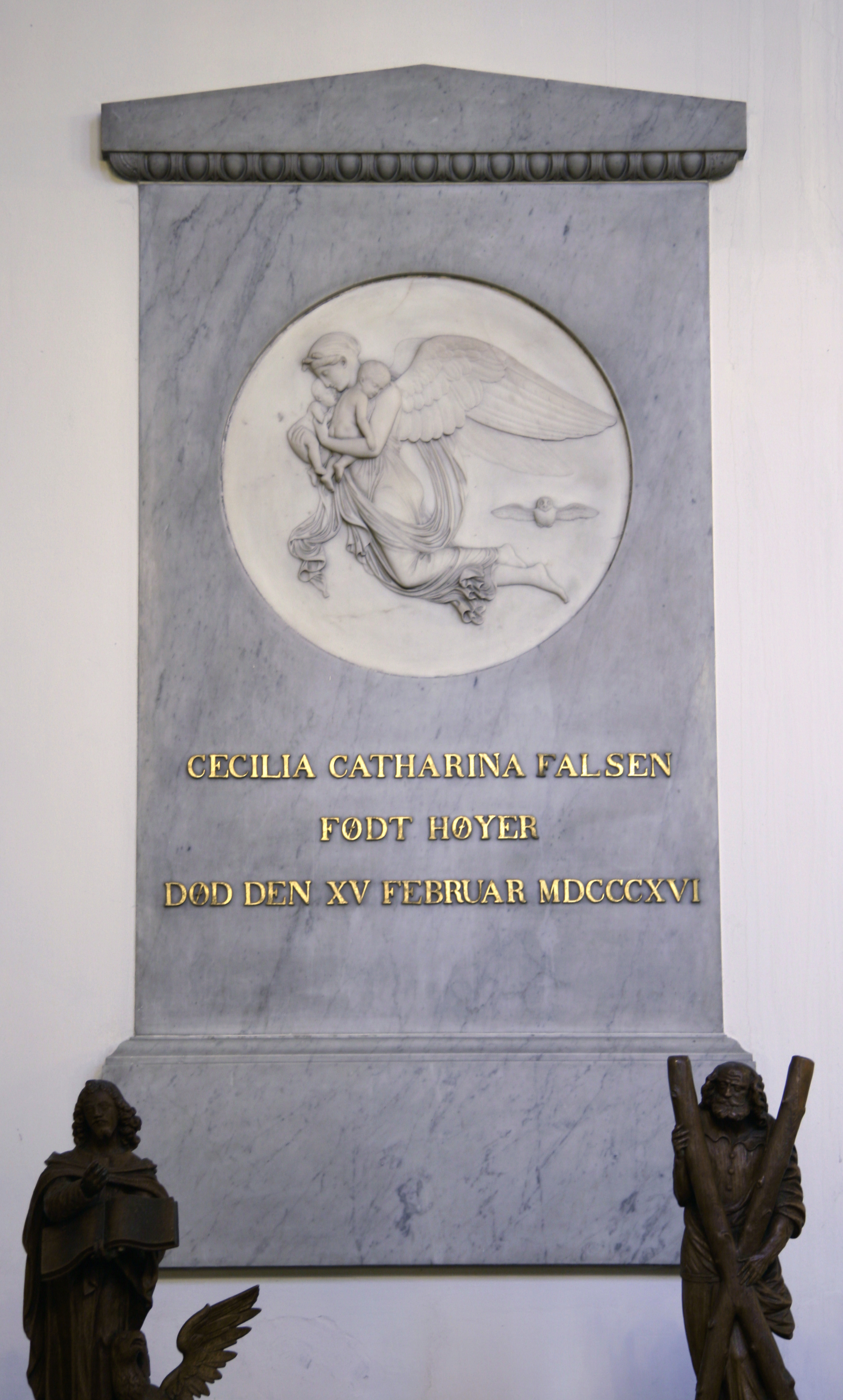
Das Epitaph von Cecilia Catharine Falsen an der Südwand des Chorraumes. Relief von Thorvaldsen.
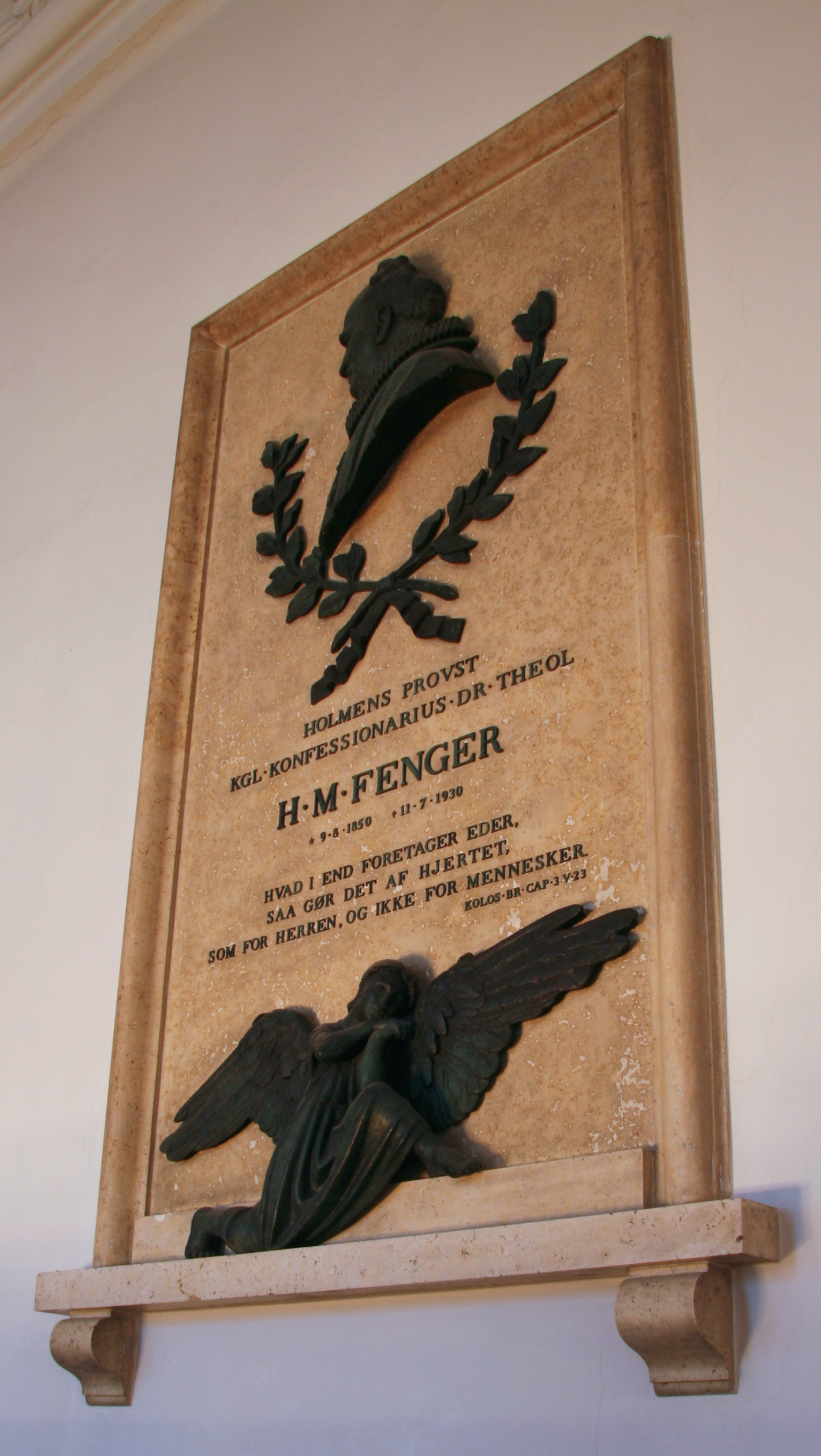
Fengers Gedenktafel an der Südwand der Skippergallen, über der Kanzel
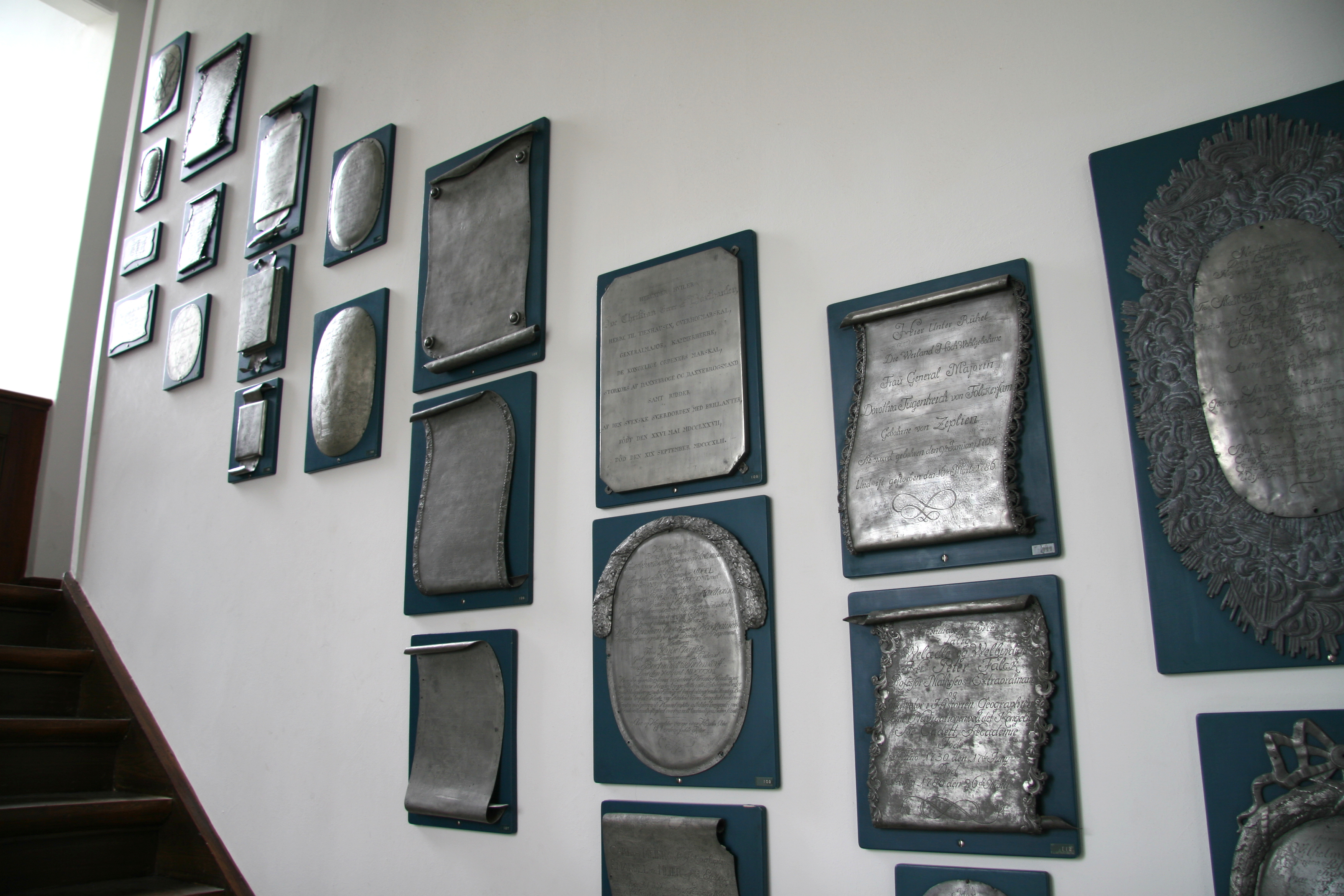
Sargplatten im Treppenhaus des Südgiebels

### In der Kapelle

#### Sarkophage
Es war nicht die Absicht des Architekten J. C. Ernst, in der großen Kapellenhalle Särge aufzustellen, denn dafür waren die 36 darunter liegenden Krypten vorgesehen. Die Halle war für Epitaphien und andere Gedenksteine gedacht. Dennoch wurden die Sarkophage der Familie von Niels Juel, wie bereits erwähnt, 1709 trotz des Protests des Architekten in der Halle aufgestellt. Bald folgten weitere, so dass sich heute insgesamt 18 Särge und Sarkophage in der Kapellenhalle befinden.
Die Kapelle von Niels Juel wurde an der Südseite der Hauptkapelle errichtet, deren Wand so abgeflacht wurde, dass sie senkrecht zu den Seitenwänden steht. Die drei Wände, die die vier Sarkophage umgeben, sind mit einem großen Epitaph aus dem Jahre 1697 bedeckt, das wahrscheinlich auf die gleiche Weise in der ersten Kapelle angebracht war, die in der Ecke zwischen dem Chor und dem Urtegårdsgang errichtet wurde. Auf der vierten Seite ist die Kapelle vom Kapellenraum durch ein Gitter mit Toren in der Mitte getrennt. Über allem hängen 20 Grabfahnen, 4 große und 16 kleine.
Die vier Sarkophage gehören von links nach rechts Gregers Juel (1731), Niels Juel (um 1698), seiner Frau Margrethe Ulfeldt (um 1703) und seinem Sohn Knud Juel (um 1709). Das Epitaph besteht aus einem Mittelteil mit der Büste von Niels Juel auf goldenem Hintergrund. Darunter befinden sich zwei schwarz bemalte Steine mit Gedenktexten von Thomas Kingo, der obere für Niels Juel und der untere für seine Frau. Zu beiden Seiten befinden sich vier einheitlich gestaltete Teile: oben eine Girlande auf Marmorsockel, darunter ein Alabasterrelief, das einen der Siege Juels darstellt, darunter eine Gedenktafel mit einem erläuternden Text von Kingo und darunter ein Sandsteinsockel. Die Grabfahnen wurden im Laufe der Jahre mehrmals erneuert, die meisten zuletzt um 1900. Die vier großen Fahnen sind von links: die rote Blutfahne, die Freudenfahne (die einzige, die älter als 1900 ist), die Namensfahne mit Monogramm und schließlich die schwarze Trauerfahne.
Am anderen Ende des Kapellensaals wurde 1710 eine Kapelle für die Benzon-Sarkophage errichtet, die ebenfalls durch ein Gitter abgegrenzt war. Das Gitter verschwand in der ersten Hälfte des 20. Jahrhunderts, möglicherweise im Zusammenhang mit der Nivellierung der Stirnwand im Jahr 1936. Heute befinden sich in der Kapelle ein Epitaph und zwei Sarkophage aus schwarzem Stein. In dem einen liegt Niels Benzon, „Herr von Waar, Aastrup, Gieltesdal, Aggersvold, Mørchegaard und Biørnekiær“, in dem anderen wahrscheinlich eine seiner beiden Ehefrauen, Elisa (oder Else) Scavenius (gestorben 1689) oder Anna von Meulengracht (gestorben 1723). Beide werden auf dem Epitaph genannt. Fünf Sargplatten für andere Mitglieder der Familie Benzon, die früher in der Kirche aufbewahrt wurden, sind in den Besitz der Familie übergegangen.
Bei der Restaurierung 1910–11 wurden zwei weitere Sarkophage der Familie Juel aus der Krypta entfernt. Sie wurden direkt vor der Juel-Kapelle aufgestellt, an der Westwand der Sarkophag von Vibeke Juel (Tochter von Niels Juel) und an der Ostwand der Sarkophag von Niels Juel dem Jüngeren, beide aus Sandstein.
Auch der Sarg von Peter Wessel Tordenskiold fand seinen Weg in die Kapellenhalle. Tordenskiold war so leichtsinnig, sich in einem illegalen Duell töten zu lassen, dass er kein Staatsbegräbnis wie Niels Juel erhielt. Sein Sarg wurde „in einer dunklen und stürmischen Nacht“ am 3. Januar 1721 in die Holmenkirche gebracht und in der Gruft Nr. 1 in aller Stille beigesetzt. Der schlichte Kiefernsarg blieb dort, bis er 1759 in eine gemauerte Gruft unter dem Altar umgebettet wurde. 1787 wurde der Sarg erneuert und in die Krypta Nr. 35 der Kapelle gebracht, eine große Gemeinschaftskrypta unter dem nördlichen Ende der Kapelle. Erst 1819 erhielt der Sarg seinen heutigen Platz in einem schwarzen Marmorsarkophag vor einem Marmorepitaph über der Krypta Nr. 4. Der Marmor stammt aus dem Bestand der Liebfrauenkirche an Marmor aus zerschlagenen Sarkophagen. Das Porträtmedaillon auf dem Epitaph ist ein Werk von Nicolai Dajon.
Weitere Särge sind die lederbezogenen Särge von Hans Hansen Osten und Abel Cathrine sowie der große Marmorsarkophag von Niels W. Gade, der 32 Jahre lang Organist der Kirche war. Die jüngsten Sarkophage gehören Kammerherr Andreas du Plessis de Richelieu (gest. 1932), Kammerherrin Dagmar du Plessis de Richelieu (gest. 1942), Direktor K. K. Kirk (gest. 1935). Kirk (gest. 1935) und Emilie Kirk (gest. 1969). Sie befinden sich an der Westwand in der Verlängerung des Sarkophags von Vibeke Juel.

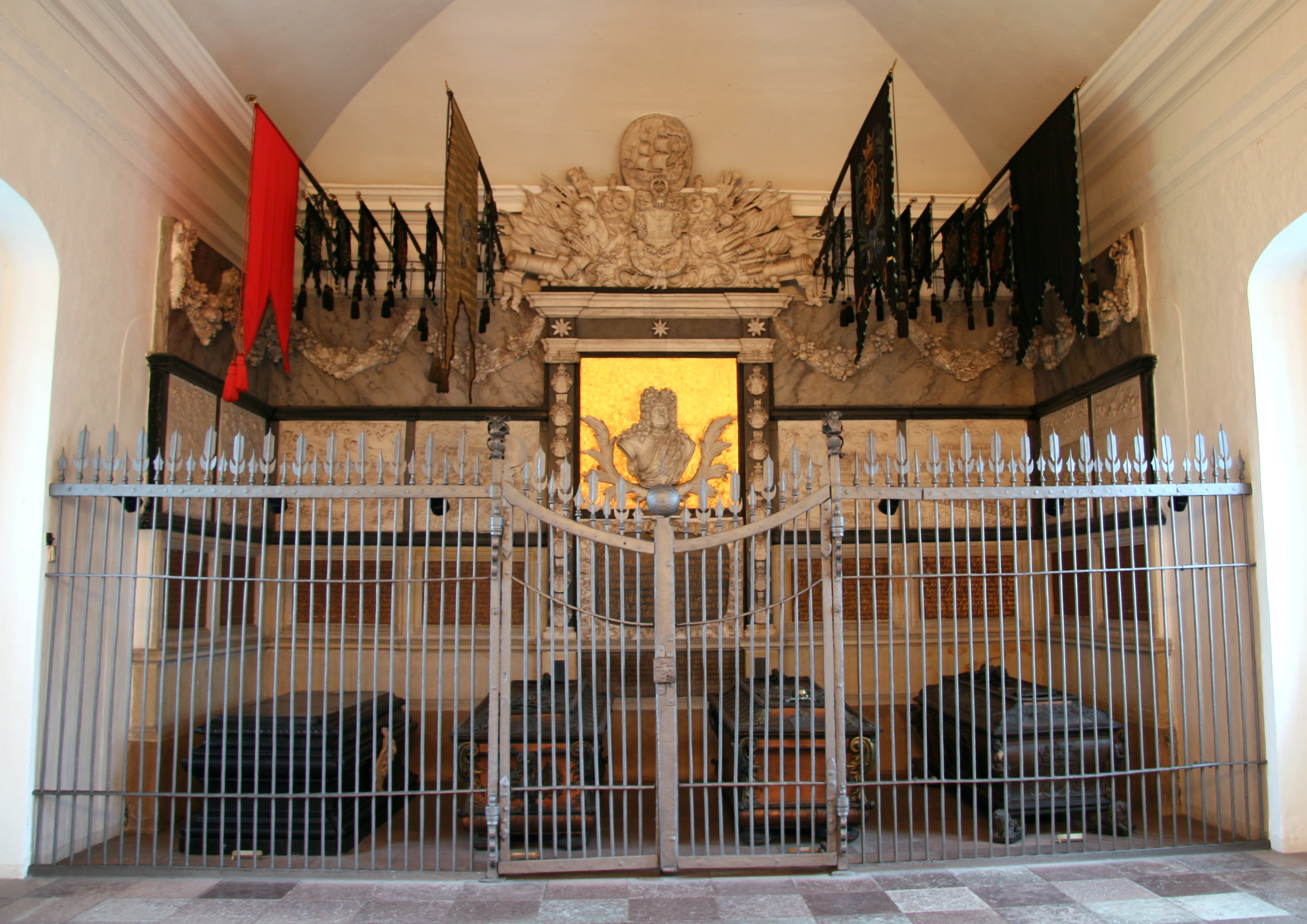
Niels Juels Kapelle im Knistern großer Kapellen
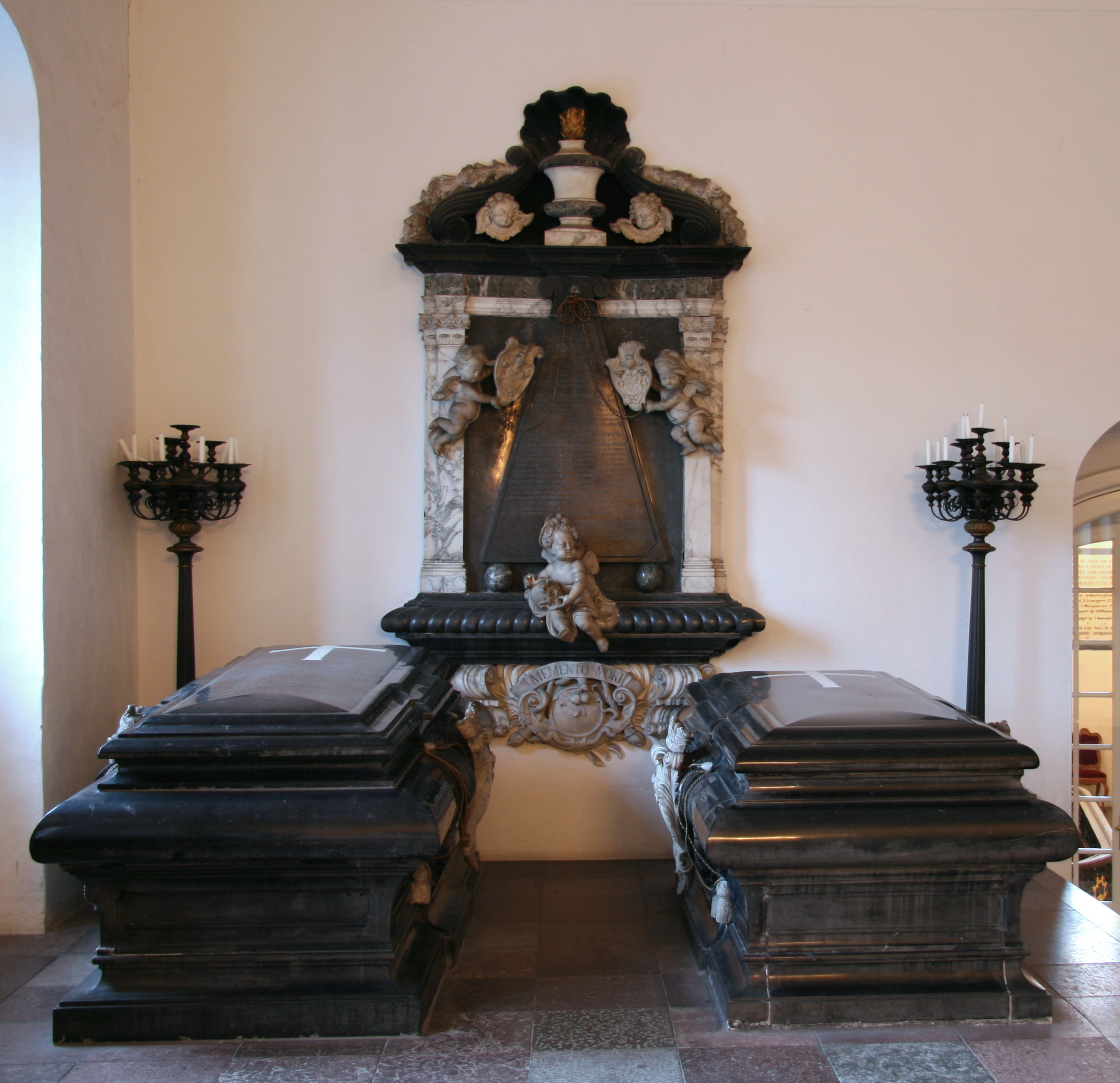
Benzons Kapelle am nördlichen Ende der großen Kapelle
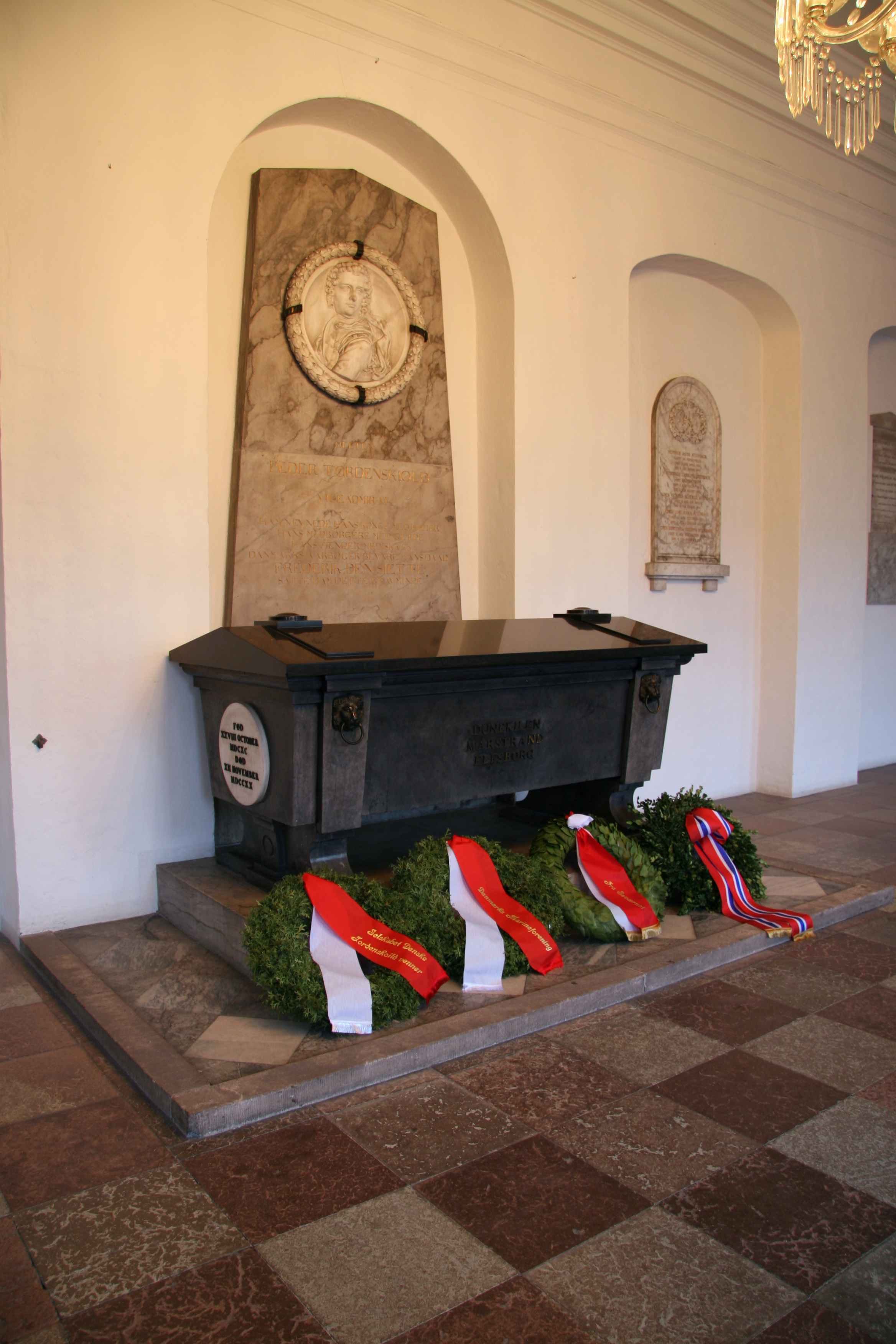
Peter Tordenskiolds Sarkophag in der großen Kapelle
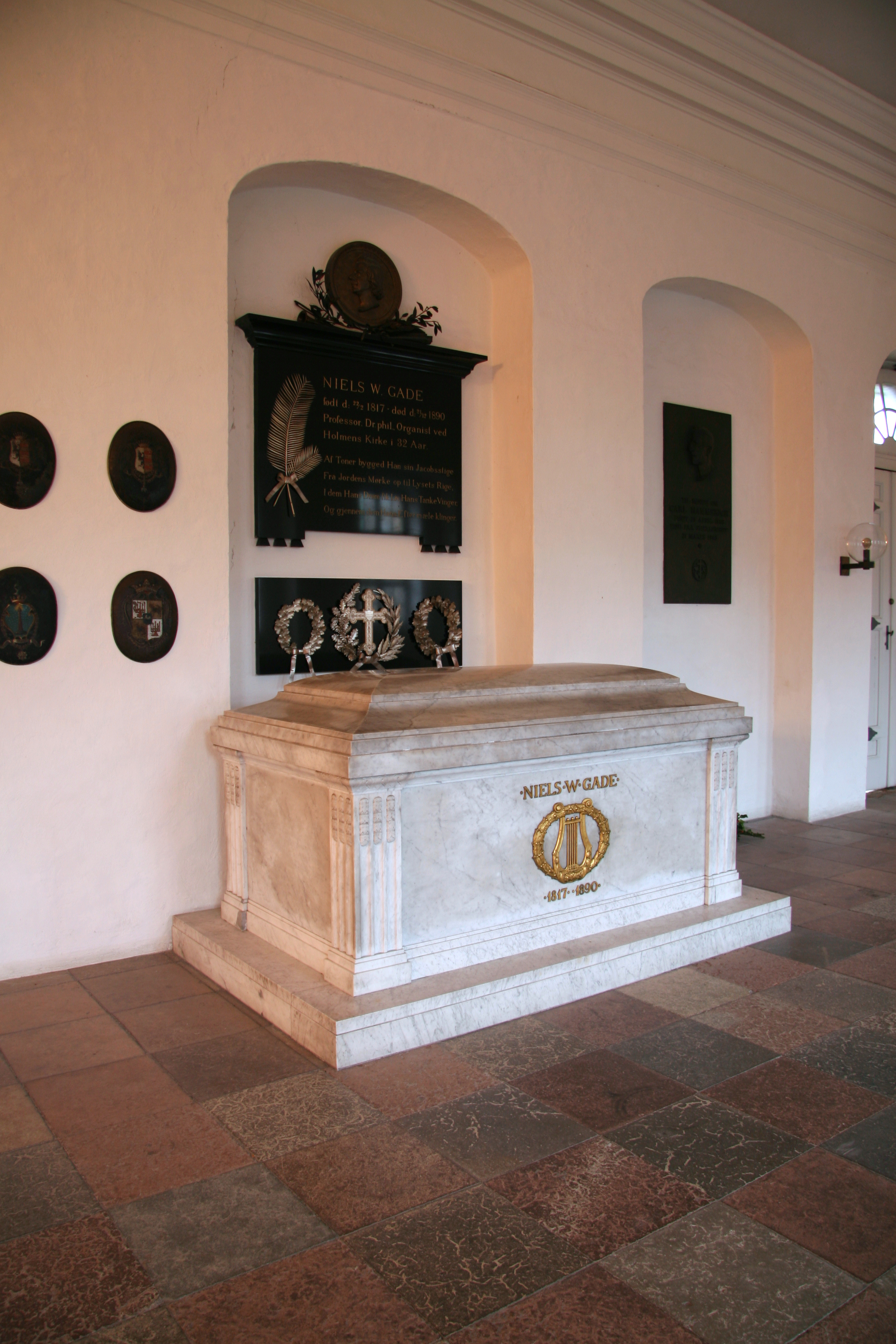
Niels W. Gades Sarkophag in der großen Kapelle

#### Epitaphien
Neben den Epitaphien in den Kapellen von Juel und Benzon gibt es 23 Epitaphien und Gedenktafeln sowie einige Sargplatten und Zinnschilder mit Adelswappen. Die 17 Epitaphien befinden sich, wie vom Architekten vorgesehen, an der Ostwand, die übrigen zwischen oder unter den Fenstern der Westwand. Es gibt sogar noch ein weiteres Epitaph, denn das älteste von Peter Jespersøn aus dem Jahr 1715 wurde 1757 in das Epitaph von Peder Hersleb integriert, wo es die rechte Inschriftentafel bildet. Die linke Tafel erwähnt Peder Hersleb, Bischof der Diözese Seeland, und seine Frau Boletta Hiort.
Der Sarkophag von Tordenskiold steht vor einem Epitaph für den Vizeadmiral, das Frederik VI. errichten ließ. Der Sarkophag von Gade steht ebenfalls vor einem Epitaph. Weitere Grabmäler sind das von William Wain aus dem Jahr 1882, das von Mitarbeitern der Firma Burmeister & Wain errichtet wurde, und das von Admiral Carl Wilhelm Jessen, dem 1823 verstorbenen Gouverneur von St. Thomas, dessen Grabstein 1901 „auf dem Schoner Ingolf“ überführt und in der Kapelle aufgestellt wurde. Schließlich gibt es noch ein Sandsteindenkmal mit einer Marmortafel für C. F. Hansen und G. F. Hetsch und seine Frau sowie ein Fräulein W. J. Hansen an der Westwand zwischen den Krypten 18 und 19, das um 1885 von E. L. Vieth geschaffen wurde.
Die jüngsten Gedenktafeln sind eine für den 1945 im Muschelhaus verstorbenen Konteradmiral Carl Hammerich und eine gemeinsame Tafel für die zwischen 1943 und 1945 für ihr Vaterland Gefallenen.

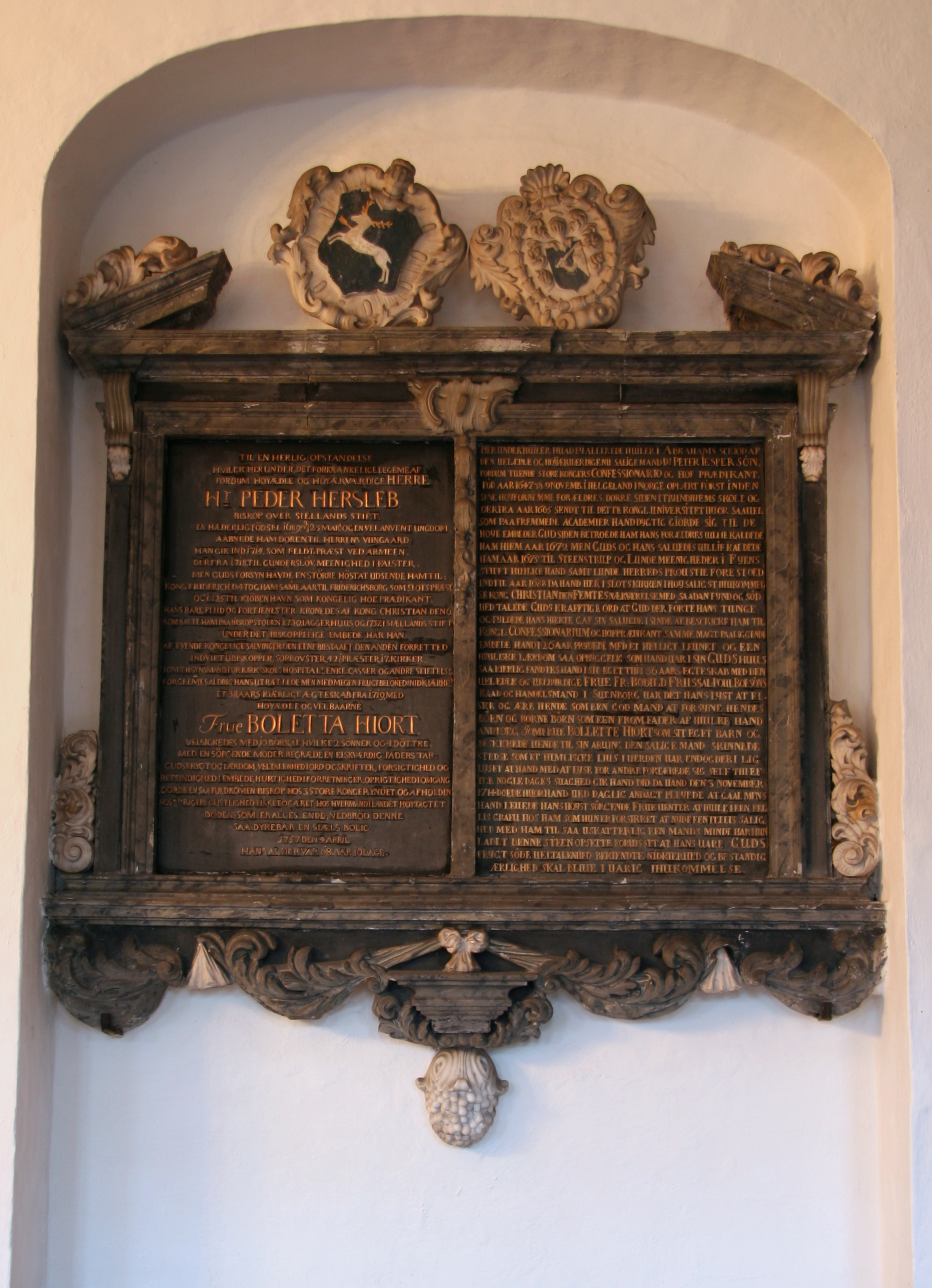
Das Epitaph von Peter Jespersøn aus dem Jahr 1715, seit 1757 rechts neben dem Epitaph von Peder Hersleb und Bolette Hjort in der großen Kapelle eingefügt
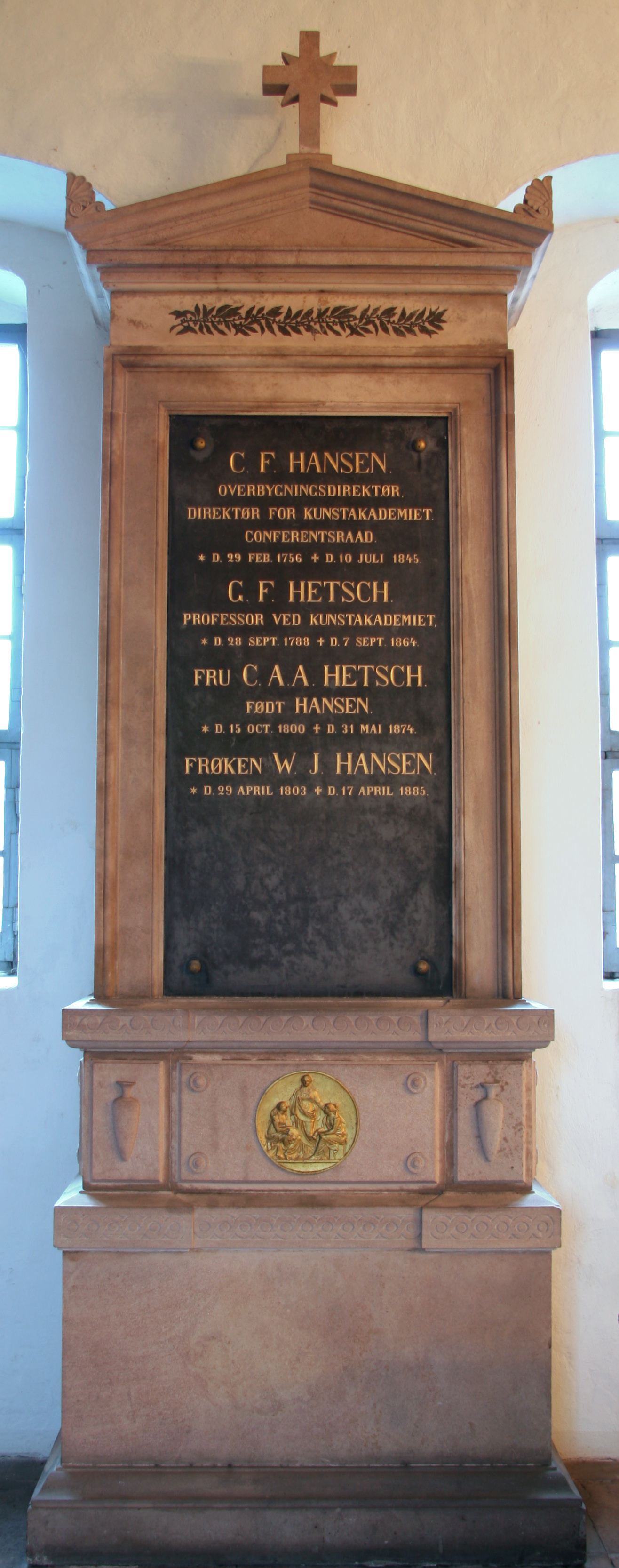
Das Epitaph von C. F. Hansen und G. F. Hetsch in der großen Kapelle (um 1885)
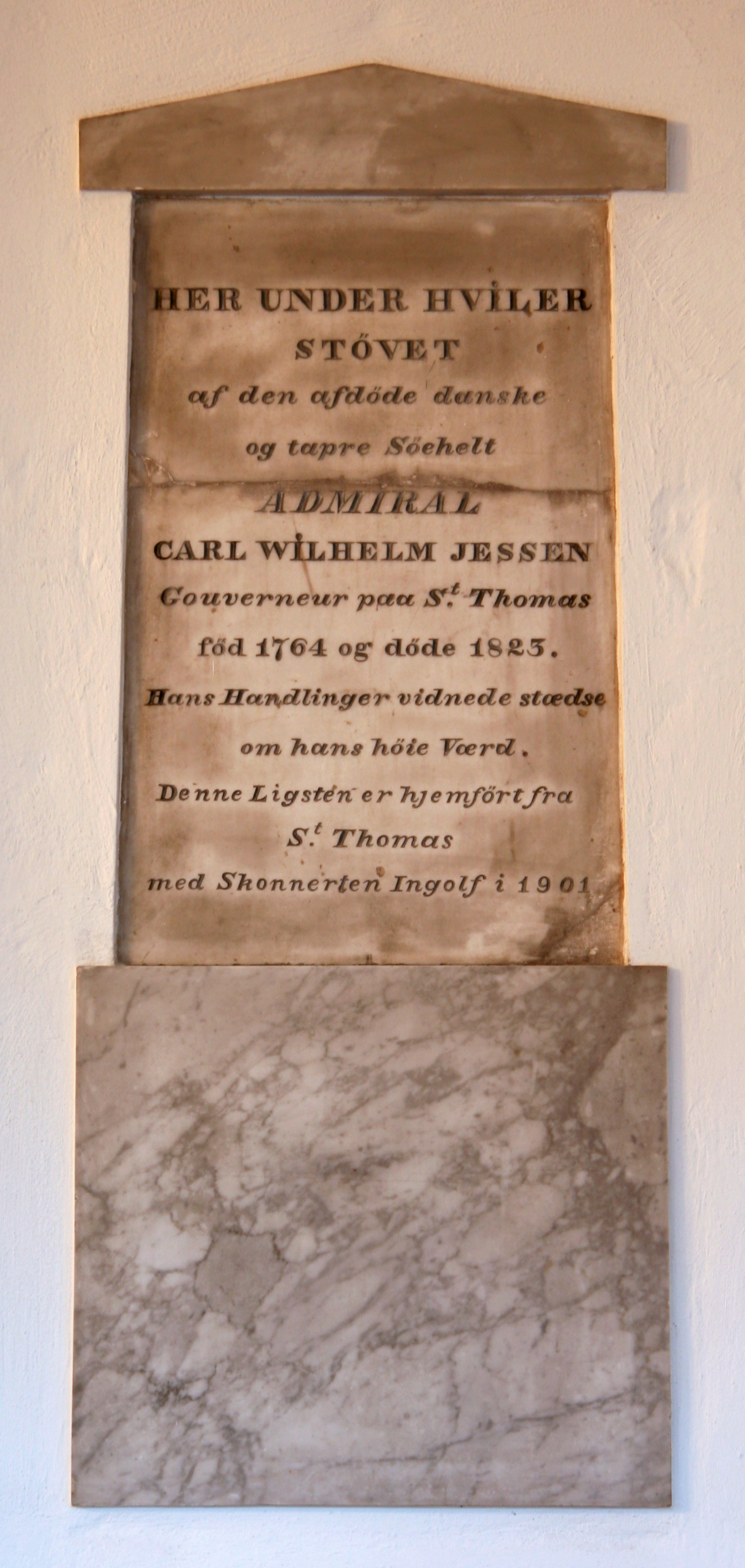
Grabstein von Carl Wilhelm Jessen in der großen Kapelle (1901)
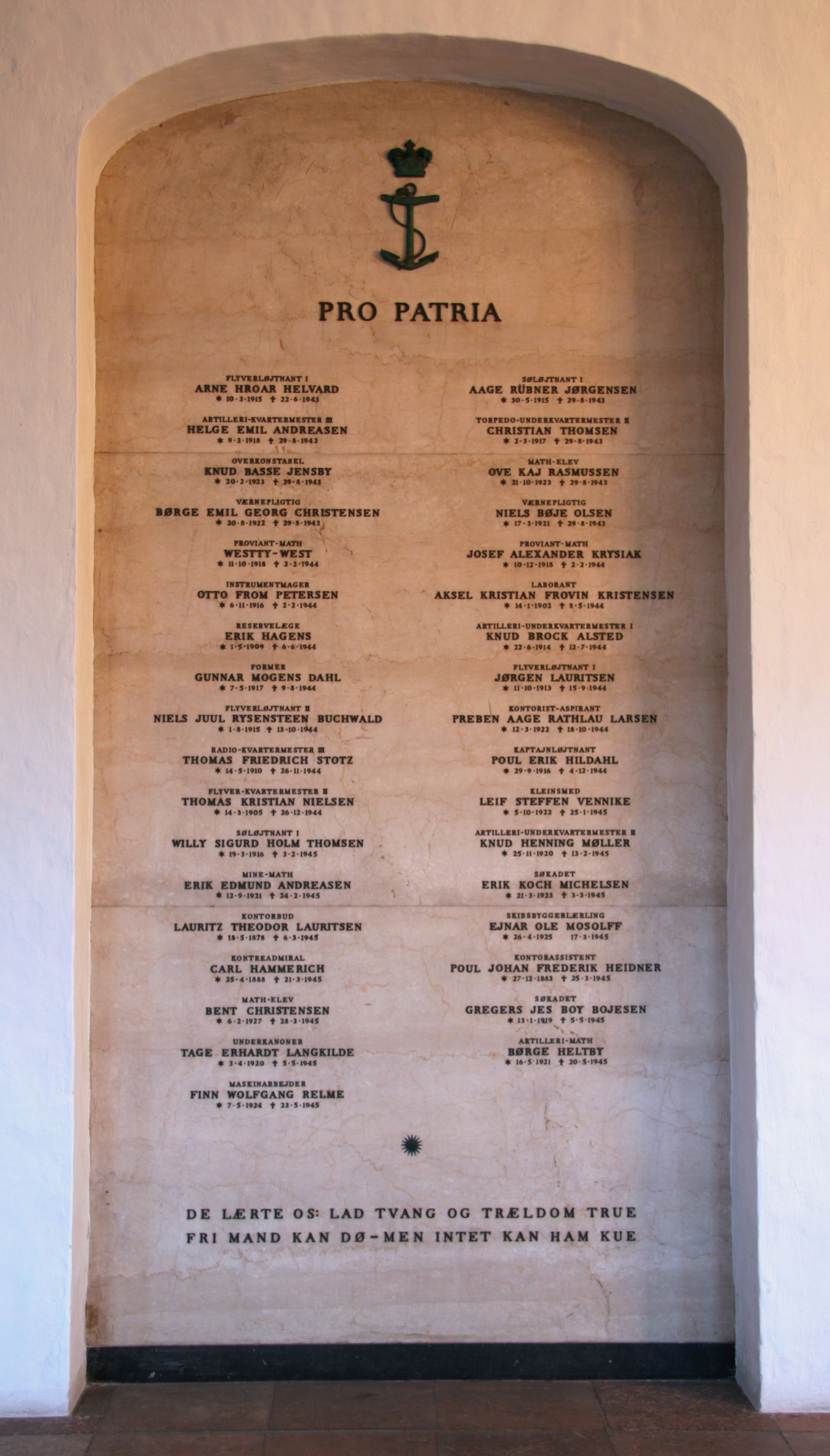
Gedenktafel für gefallene Seeleute im Zweiten Weltkrieg in der großen Kapelle

### In der Krypta
Die Krypta unter der Kapellenhalle ist normalerweise nicht öffentlich zugänglich. Es ist daher nicht möglich, sofort zu überprüfen, ob die folgenden Informationen von Churches of Denmark noch zutreffen.
Das älteste Denkmal ist eine kleine Platte am Eingang mit einer kryptischen Inschrift aus dem Jahr 1671, vor dem Bau der Kapelle. Ein weiterer Stein mit einer Inschrift ist in der Krypta Nr. 17 eingemauert und berichtet von zwei kleinen Leichnamen, die aus der königlichen Schlosskapelle überführt wurden. Es wird vermutet, dass es sich um die Kinder von Friedrich IV. und Anna Sophie Reventlow handelt. In der Krypta Nr. 2 befindet sich eine Marmortafel, deren Inschrift besagt, dass der Kammerherr F. Hoppe und der Konteradmiral I. C. Hoppe diese Krypta „zu ewigem und unbekanntem Besitz“ erworben haben.
In der Krypta Nr. 3 befindet sich der Sarg der Gräfin Ida Wilhelmine Rosenkrantz, die auch ein Epitaph in der Kapellenhalle hat. In der Krypta Nr. 15 befinden sich die Särge der Familie Haxthausen und in der Öffnung darüber in der Kapellenhalle das entsprechende Epitaph. In der Gruft Nr. 18, unter dem Epitaph an der Westwand, ruhen C. F. Hansen und seine Angehörigen. Die Familiengruft des Kommandanten Henrich Gerner, Nr. 25, ist zugemauert, aber ein Stein verrät, wer hier ruht.

### Im Kräutergarten
Im Hof gibt es eine Reihe von Grabsteinen in der Umfassungsmauer und in der Wand des großen Beichtstuhls. Im dänischen Kirchenbuch sind 8 Grabsteine verzeichnet, der älteste stammt von ca. 1666 für Hans Sevrenssøn und Mete Mogens Dater. Der jüngste stammt aus dem Jahr 1872 und ist dem königlichen Schauspieler Christen Martin Foersom von Künstlerkollegen des Det Kongelige Teater gewidmet.
In der Mitte des Hofes steht die 1872 aufgestellte Statue von H. W. Bissen von Tordenskiold. Heute wird der Hof auch Tordenskioldsgården genannt.
In der Ecke zwischen Skippergang und Kaptajnsgang – Lille Urtegård – befinden sich acht große flache Grabsteine, eine Granitpyramide mit dem Namen von Jens Wadum aus der Zeit um 1804 und ein aufrechter Granitstein für Admiral Hans Christian Sneedorff. Ein Stein für Konteradmiral Svend Martin Ursin und seine Frau Frederikke Maria aus der Zeit um 1810 und eine Gedenktafel für Jørgen Balthazar Winterfeldt und seine Frau Marie Magdalene, die 1905 von Trøstens Bolig (Winterfeldts Stiftung für Wohnungen für Witwen und Unverheiratete) errichtet wurde, sind in die Ostwand der Kapitänshalle eingelassen. Am Eingang zu diesem Bereich befindet sich ein Denkmal in Form eines Ankers.
Der „Große Friedhof“ südlich der Kirche hat heute eher parkähnlichen Charakter. Elf Grabsteine sind erhalten, zwei Denkmäler wurden errichtet. Entlang der Mauer der großen Kapelle stehen acht Steine, drei davon sind weiße Marmorplatten, die in einen Granitstein mit einem weißen Kreuz eingelassen sind. Auf dem Rasen steht ein verwitterter Stein zum Gedenken an die Familie Gerner, unter dem Baum am Ostgiebel ein Stein zum Gedenken an den 1825 verstorbenen Geheimrat Peter Hersleb Classen den Älteren und schließlich ein großes Denkmal mit einer Porträtbüste des 1896 verstorbenen Bischofs von Seeland, Bruun Juul Fog.
Bei den beiden Denkmälern handelt es sich um ein Denkmal „für die dänischen Seeleute, die in den Gefahren des Seekrieges 1939-45 ihr Leben verloren haben“ und um einen Granitstein für „Feuerwehrleute und Rettungskräfte, die in Ausübung ihres Dienstes ums Leben gekommen sind“. Letzterer wurde am 6. Oktober 2006 von Kronprinz Frederik anlässlich des 100-jährigen Bestehens des Feuerwehr- und Rettungsdienstes enthüllt. Ein Anbau an die Kirche wurde 2008 verhindert.

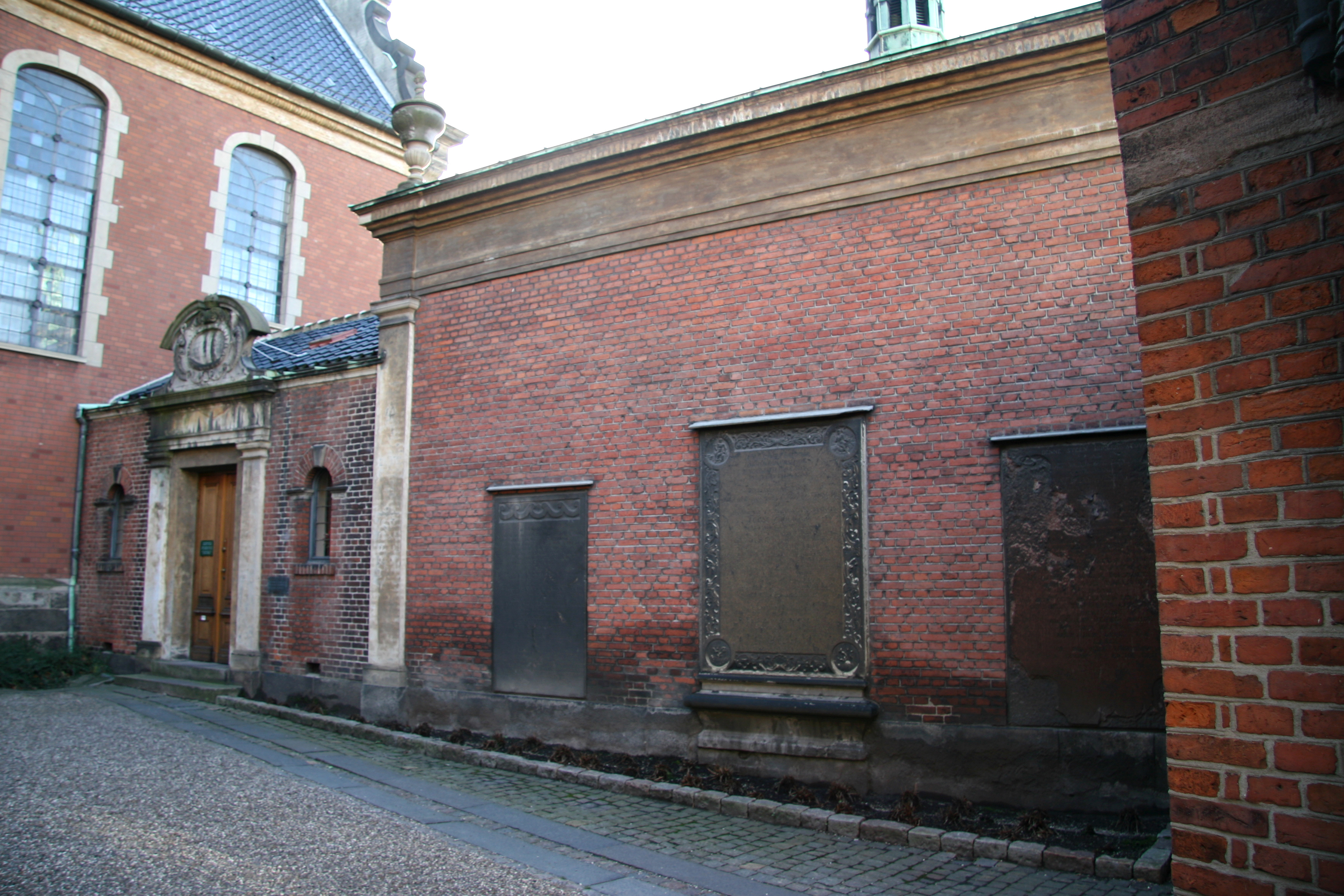
Hof von Corurte. In die Ostwand des großen Beichtstuhls eingemauerter Grabstein.
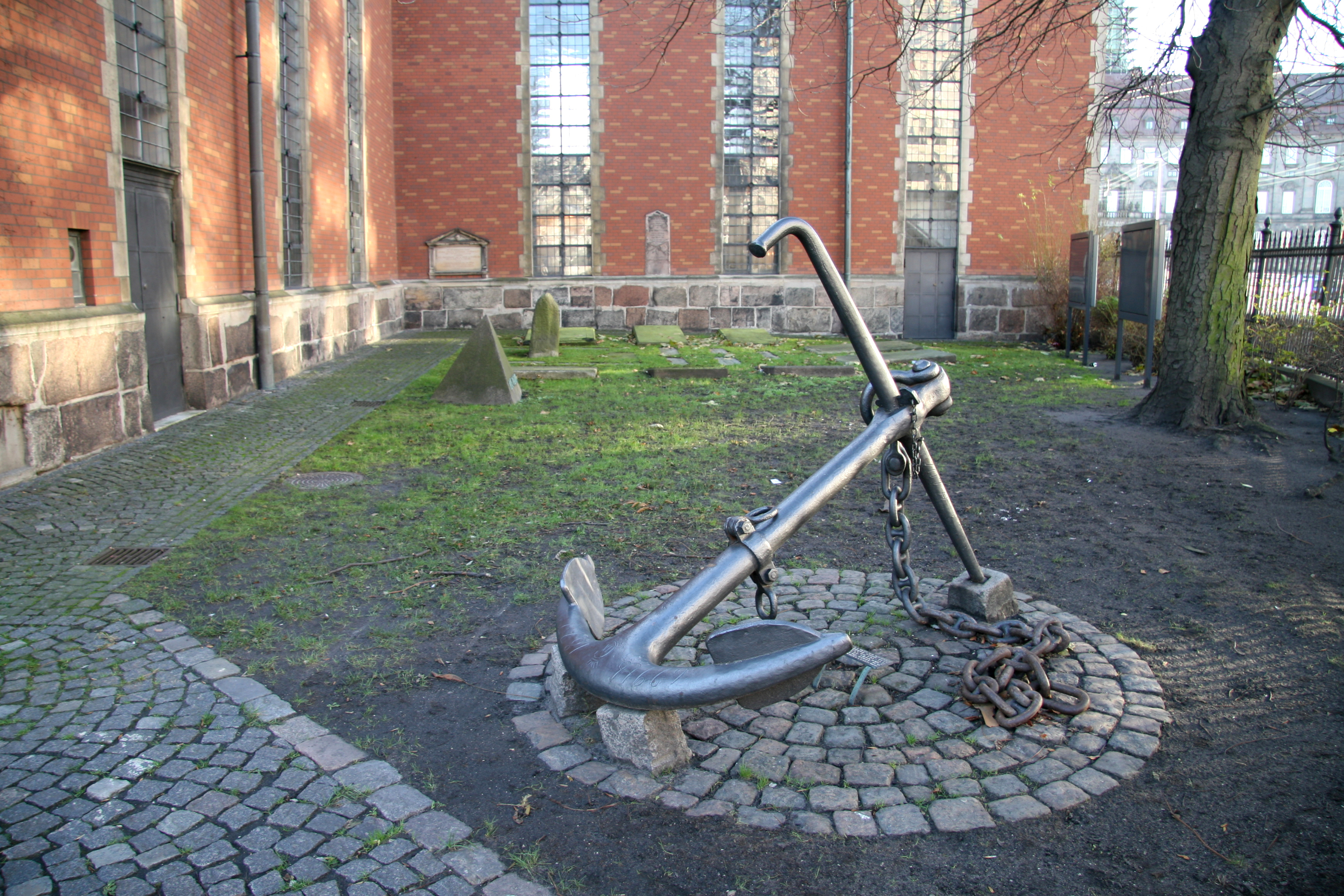
Kleiner Kräutergarten
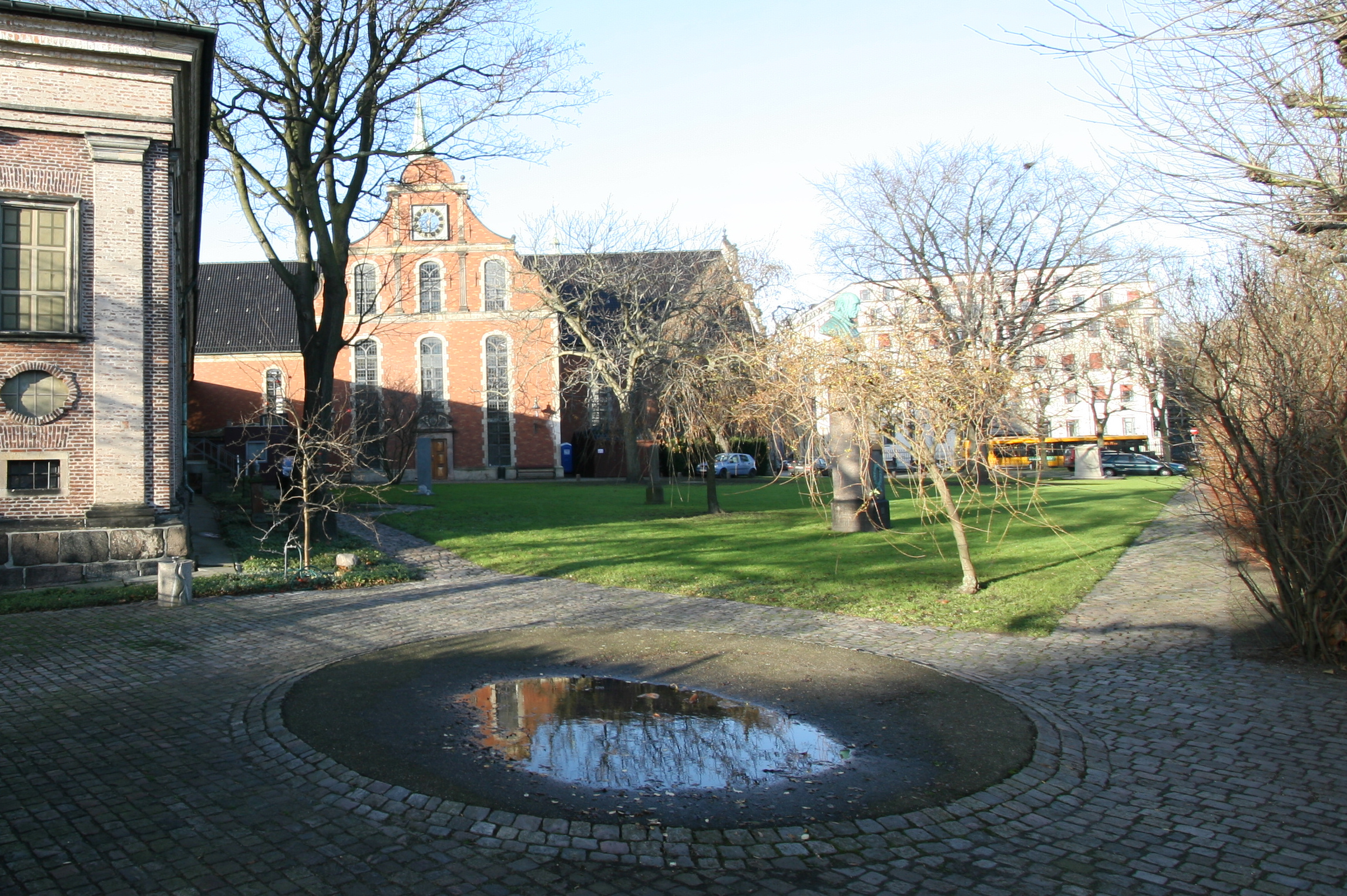
Großer Friedhof
Die Gedenkstätte für Feuerwehrleute und Rettungskräfte auf dem Hauptfriedhof